# Jacob Hoggard
Jacob William Hoggard (né le 9 juillet 1984) est un chanteur et compositeur canadien. Il a fini troisième de la seconde saison de Canadian Idol en 2004. Il est le chanteur principal du groupe pop rock Hedley. Le groupe a pris une pause indéterminée en 2018 à la suite des accusations d'inconduite sexuelle contre le chanteur. 

## Les débuts
Hoggard est né à Surrey en Colombie-Britannique. Il a grandi à Abbotsford et Surrey. À l'âge de 4 ans, sa tante lui apprend à jouer du piano et il apprit par lui-même à jouer de la guitare à l'âge de 12 ans. Il a fait son éducation à Senator Reid Elementary School (en) et Mennonite Educational Institute, puis Yale Secondary School à Abbotsford et à L A Matheson Secondary School (en).
Il a formé le groupe Hedley avec 4 amis; le nom est inspiré d'une petite ville minière du Canada dont le groupe a appris qu'elle était entièrement en vente. Le premier pari du groupe était que Jacob n'allait pas pouvoir rentrer dans le top trois de Canadian Idol. Il leur a prouvé le contraire avant d'être éliminé du show télévisé[réf. nécessaire].
Le 24 juillet 2018, les policiers de Toronto et de la région de Peel, en Ontario, annoncent qu'ils avaient procédé à l'arrestation de Jacob William Hoggard sous deux chefs d'accusation d'agression sexuelle et un chef d'attouchement sexuel sur une personne âgée de moins de 16 ans. Selon la police, Hoggard aurait agressé sexuellement deux femmes à trois reprises, lors de trois occasions différentes, en 2016. Les policiers croient que le chanteur aurait fait d'autres victimes.

## Canadian Idol
| Semaine  | Semaine  | Semaine  | Semaine  | Semaine  | Semaine  | Semaine  | Semaine  | Semaine  | Semaine  | Semaine  | Semaine  | Semaine  | Semaine  | Semaine  | Semaine  | Semaine  | Semaine  | Semaine  | Semaine  | Semaine  | Semaine  | Semaine  | Semaine  | Semaine  | Semaine  | Semaine  | Semaine  | Semaine  | Semaine  | Semaine  | Semaine  | Semaine  | Semaine  | Semaine  | Semaine  | Semaine  | Semaine  | Semaine  | Semaine  | Semaine  | Semaine  | Semaine  | Semaine  | Semaine  | Semaine  | Semaine  | Semaine  | Semaine  | Semaine  | Semaine  | Semaine  | Semaine  | Semaine  | Semaine  | Semaine  | Semaine  | Semaine  | Semaine  | Semaine  | Semaine  | Semaine  | Semaine  | Semaine  | Semaine  | Semaine  | Semaine  | Semaine  | Semaine  | Semaine  | Semaine  | Semaine  | Semaine  | Semaine  | Semaine  | Semaine  | Semaine  | Semaine  | Semaine  | Semaine  | Semaine  | Semaine  | Semaine  | Semaine  | Semaine  | Semaine  | Semaine  | Semaine  | Semaine  | Semaine  | Semaine  | Semaine  | Semaine  | Semaine  | Semaine  | Semaine  | Semaine  | Semaine  | Semaine  | Semaine  | Semaine  | Semaine  | Semaine  | Semaine  | Semaine  | Semaine  | Semaine  | Semaine  | Semaine  | Semaine  | Semaine  | Semaine  | Semaine  | Semaine  | Semaine  | Semaine  | Semaine  | Semaine  | Semaine  | Semaine  | Semaine  | Semaine  | Semaine  | Semaine  | Semaine  | Semaine  | Semaine  | Semaine  | Semaine  | Semaine  | Thème            | Thème            | Thème            | Thème            | Thème            | Thème            | Thème            | Thème            | Thème            | Thème            | Thème            | Thème            | Thème            | Thème            | Thème            | Thème            | Thème            | Thème            | Thème            | Thème            | Thème            | Thème            | Thème            | Thème            | Thème            | Thème            | Thème            | Thème            | Thème            | Thème            | Thème            | Thème            | Thème            | Thème            | Thème            | Thème            | Thème            | Thème            | Thème            | Thème            | Thème            | Thème            | Thème            | Thème            | Thème            | Thème            | Thème            | Thème            | Thème            | Thème            | Thème            | Thème            | Thème            | Thème            | Thème            | Thème            | Thème            | Thème            | Thème            | Thème            | Thème            | Thème            | Thème            | Thème            | Thème            | Thème            | Thème            | Thème            | Thème            | Thème            | Thème            | Thème            | Thème            | Thème            | Thème            | Thème            | Thème            | Thème            | Thème            | Thème            | Thème            | Thème            | Thème            | Thème            | Thème            | Thème            | Thème            | Thème            | Thème            | Thème            | Thème            | Thème            | Thème            | Thème            | Thème            | Thème            | Thème            | Thème            | Thème            | Thème            | Thème            | Thème            | Thème            | Thème            | Thème            | Thème            | Thème            | Thème            | Thème            | Thème            | Thème            | Thème            | Thème            | Thème            | Thème            | Thème            | Thème            | Thème            | Thème            | Thème            | Thème            | Thème            | Thème            | Thème            | Thème            | Thème            | Thème            | Thème            | Thème            | Thème            | Choix de chanson                                  | Choix de chanson                                  | Choix de chanson                                  | Choix de chanson                                  | Choix de chanson                                  | Choix de chanson                                  | Choix de chanson                                  | Choix de chanson                                  | Choix de chanson                                  | Choix de chanson                                  | Choix de chanson                                  | Choix de chanson                                  | Choix de chanson                                  | Choix de chanson                                  | Choix de chanson                                  | Choix de chanson                                  | Choix de chanson                                  | Choix de chanson                                  | Choix de chanson                                  | Choix de chanson                                  | Choix de chanson                                  | Choix de chanson                                  | Choix de chanson                                  | Choix de chanson                                  | Choix de chanson                                  | Choix de chanson                                  | Choix de chanson                                  | Choix de chanson                                  | Choix de chanson                                  | Choix de chanson                                  | Choix de chanson                                  | Choix de chanson                                  | Choix de chanson                                  | Choix de chanson                                  | Choix de chanson                                  | Choix de chanson                                  | Choix de chanson                                  | Choix de chanson                                  | Choix de chanson                                  | Choix de chanson                                  | Choix de chanson                                  | Choix de chanson                                  | Choix de chanson                                  | Choix de chanson                                  | Choix de chanson                                  | Choix de chanson                                  | Choix de chanson                                  | Choix de chanson                                  | Choix de chanson                                  | Choix de chanson                                  | Choix de chanson                                  | Choix de chanson                                  | Choix de chanson                                  | Choix de chanson                                  | Choix de chanson                                  | Choix de chanson                                  | Choix de chanson                                  | Choix de chanson                                  | Choix de chanson                                  | Choix de chanson                                  | Choix de chanson                                  | Choix de chanson                                  | Choix de chanson                                  | Choix de chanson                                  | Choix de chanson                                  | Choix de chanson                                  | Choix de chanson                                  | Choix de chanson                                  | Choix de chanson                                  | Choix de chanson                                  | Choix de chanson                                  | Choix de chanson                                  | Choix de chanson                                  | Choix de chanson                                  | Choix de chanson                                  | Choix de chanson                                  | Choix de chanson                                  | Choix de chanson                                  | Choix de chanson                                  | Choix de chanson                                  | Choix de chanson                                  | Choix de chanson                                  | Choix de chanson                                  | Choix de chanson                                  | Choix de chanson                                  | Choix de chanson                                  | Choix de chanson                                  | Choix de chanson                                  | Choix de chanson                                  | Choix de chanson                                  | Choix de chanson                                  | Choix de chanson                                  | Choix de chanson                                  | Choix de chanson                                  | Choix de chanson                                  | Choix de chanson                                  | Choix de chanson                                  | Choix de chanson                                  | Choix de chanson                                  | Choix de chanson                                  | Choix de chanson                                  | Choix de chanson                                  | Choix de chanson                                  | Choix de chanson                                  | Choix de chanson                                  | Choix de chanson                                  | Choix de chanson                                  | Choix de chanson                                  | Choix de chanson                                  | Choix de chanson                                  | Choix de chanson                                  | Choix de chanson                                  | Choix de chanson                                  | Choix de chanson                                  | Choix de chanson                                  | Choix de chanson                                  | Choix de chanson                                  | Choix de chanson                                  | Choix de chanson                                  | Choix de chanson                                  | Choix de chanson                                  | Choix de chanson                                  | Choix de chanson                                  | Choix de chanson                                  | Choix de chanson                                  | Choix de chanson                                  | Choix de chanson                                  | Choix de chanson                                  | Choix de chanson                                  | Choix de chanson                                  | Artiste                                    | Artiste                                    | Artiste                                    | Artiste                                    | Artiste                                    | Artiste                                    | Artiste                                    | Artiste                                    | Artiste                                    | Artiste                                    | Artiste                                    | Artiste                                    | Artiste                                    | Artiste                                    | Artiste                                    | Artiste                                    | Artiste                                    | Artiste                                    | Artiste                                    | Artiste                                    | Artiste                                    | Artiste                                    | Artiste                                    | Artiste                                    | Artiste                                    | Artiste                                    | Artiste                                    | Artiste                                    | Artiste                                    | Artiste                                    | Artiste                                    | Artiste                                    | Artiste                                    | Artiste                                    | Artiste                                    | Artiste                                    | Artiste                                    | Artiste                                    | Artiste                                    | Artiste                                    | Artiste                                    | Artiste                                    | Artiste                                    | Artiste                                    | Artiste                                    | Artiste                                    | Artiste                                    | Artiste                                    | Artiste                                    | Artiste                                    | Artiste                                    | Artiste                                    | Artiste                                    | Artiste                                    | Artiste                                    | Artiste                                    | Artiste                                    | Artiste                                    | Artiste                                    | Artiste                                    | Artiste                                    | Artiste                                    | Artiste                                    | Artiste                                    | Artiste                                    | Artiste                                    | Artiste                                    | Artiste                                    | Artiste                                    | Artiste                                    | Artiste                                    | Artiste                                    | Artiste                                    | Artiste                                    | Artiste                                    | Artiste                                    | Artiste                                    | Artiste                                    | Artiste                                    | Artiste                                    | Artiste                                    | Artiste                                    | Artiste                                    | Artiste                                    | Artiste                                    | Artiste                                    | Artiste                                    | Artiste                                    | Artiste                                    | Artiste                                    | Artiste                                    | Artiste                                    | Artiste                                    | Artiste                                    | Artiste                                    | Artiste                                    | Artiste                                    | Artiste                                    | Artiste                                    | Artiste                                    | Artiste                                    | Artiste                                    | Artiste                                    | Artiste                                    | Artiste                                    | Artiste                                    | Artiste                                    | Artiste                                    | Artiste                                    | Artiste                                    | Artiste                                    | Artiste                                    | Artiste                                    | Artiste                                    | Artiste                                    | Artiste                                    | Artiste                                    | Artiste                                    | Artiste                                    | Artiste                                    | Artiste                                    | Artiste                                    | Artiste                                    | Artiste                                    | Artiste                                    | Artiste                                    | Artiste                                    | Artiste                                    | Artiste                                    | Artiste                                    | Résultat | Résultat | Résultat | Résultat | Résultat | Résultat | Résultat | Résultat | Résultat | Résultat | Résultat | Résultat | Résultat | Résultat | Résultat | Résultat | Résultat | Résultat | Résultat | Résultat | Résultat | Résultat | Résultat | Résultat | Résultat | Résultat | Résultat | Résultat | Résultat | Résultat | Résultat | Résultat | Résultat | Résultat | Résultat | Résultat | Résultat | Résultat | Résultat | Résultat | Résultat | Résultat | Résultat | Résultat | Résultat | Résultat | Résultat | Résultat | Résultat | Résultat | Résultat | Résultat | Résultat | Résultat | Résultat | Résultat | Résultat | Résultat | Résultat | Résultat | Résultat | Résultat | Résultat | Résultat | Résultat | Résultat | Résultat | Résultat | Résultat | Résultat | Résultat | Résultat | Résultat | Résultat | Résultat | Résultat | Résultat | Résultat | Résultat | Résultat | Résultat | Résultat | Résultat | Résultat | Résultat | Résultat | Résultat | Résultat | Résultat | Résultat | Résultat | Résultat | Résultat | Résultat | Résultat | Résultat | Résultat | Résultat | Résultat | Résultat | Résultat | Résultat | Résultat | Résultat | Résultat | Résultat | Résultat | Résultat | Résultat | Résultat | Résultat | Résultat | Résultat | Résultat | Résultat | Résultat | Résultat | Résultat | Résultat | Résultat | Résultat | Résultat | Résultat | Résultat | Résultat | Résultat | Résultat | Résultat | Résultat | Résultat |
| Audition | Audition | Audition | Audition | Audition | Audition | Audition | Audition | Audition | Audition | Audition | Audition | Audition | Audition | Audition | Audition | Audition | Audition | Audition | Audition | Audition | Audition | Audition | Audition | Audition | Audition | Audition | Audition | Audition | Audition | Audition | Audition | Audition | Audition | Audition | Audition | Audition | Audition | Audition | Audition | Audition | Audition | Audition | Audition | Audition | Audition | Audition | Audition | Audition | Audition | Audition | Audition | Audition | Audition | Audition | Audition | Audition | Audition | Audition | Audition | Audition | Audition | Audition | Audition | Audition | Audition | Audition | Audition | Audition | Audition | Audition | Audition | Audition | Audition | Audition | Audition | Audition | Audition | Audition | Audition | Audition | Audition | Audition | Audition | Audition | Audition | Audition | Audition | Audition | Audition | Audition | Audition | Audition | Audition | Audition | Audition | Audition | Audition | Audition | Audition | Audition | Audition | Audition | Audition | Audition | Audition | Audition | Audition | Audition | Audition | Audition | Audition | Audition | Audition | Audition | Audition | Audition | Audition | Audition | Audition | Audition | Audition | Audition | Audition | Audition | Audition | Audition | Audition | Audition | Audition | N/A              | N/A              | N/A              | N/A              | N/A              | N/A              | N/A              | N/A              | N/A              | N/A              | N/A              | N/A              | N/A              | N/A              | N/A              | N/A              | N/A              | N/A              | N/A              | N/A              | N/A              | N/A              | N/A              | N/A              | N/A              | N/A              | N/A              | N/A              | N/A              | N/A              | N/A              | N/A              | N/A              | N/A              | N/A              | N/A              | N/A              | N/A              | N/A              | N/A              | N/A              | N/A              | N/A              | N/A              | N/A              | N/A              | N/A              | N/A              | N/A              | N/A              | N/A              | N/A              | N/A              | N/A              | N/A              | N/A              | N/A              | N/A              | N/A              | N/A              | N/A              | N/A              | N/A              | N/A              | N/A              | N/A              | N/A              | N/A              | N/A              | N/A              | N/A              | N/A              | N/A              | N/A              | N/A              | N/A              | N/A              | N/A              | N/A              | N/A              | N/A              | N/A              | N/A              | N/A              | N/A              | N/A              | N/A              | N/A              | N/A              | N/A              | N/A              | N/A              | N/A              | N/A              | N/A              | N/A              | N/A              | N/A              | N/A              | N/A              | N/A              | N/A              | N/A              | N/A              | N/A              | N/A              | N/A              | N/A              | N/A              | N/A              | N/A              | N/A              | N/A              | N/A              | N/A              | N/A              | N/A              | N/A              | N/A              | N/A              | N/A              | N/A              | N/A              | N/A              | N/A              | N/A              | N/A              | N/A              | N/A              | N/A              | Forever in Blue Jeans                             | Forever in Blue Jeans                             | Forever in Blue Jeans                             | Forever in Blue Jeans                             | Forever in Blue Jeans                             | Forever in Blue Jeans                             | Forever in Blue Jeans                             | Forever in Blue Jeans                             | Forever in Blue Jeans                             | Forever in Blue Jeans                             | Forever in Blue Jeans                             | Forever in Blue Jeans                             | Forever in Blue Jeans                             | Forever in Blue Jeans                             | Forever in Blue Jeans                             | Forever in Blue Jeans                             | Forever in Blue Jeans                             | Forever in Blue Jeans                             | Forever in Blue Jeans                             | Forever in Blue Jeans                             | Forever in Blue Jeans                             | Forever in Blue Jeans                             | Forever in Blue Jeans                             | Forever in Blue Jeans                             | Forever in Blue Jeans                             | Forever in Blue Jeans                             | Forever in Blue Jeans                             | Forever in Blue Jeans                             | Forever in Blue Jeans                             | Forever in Blue Jeans                             | Forever in Blue Jeans                             | Forever in Blue Jeans                             | Forever in Blue Jeans                             | Forever in Blue Jeans                             | Forever in Blue Jeans                             | Forever in Blue Jeans                             | Forever in Blue Jeans                             | Forever in Blue Jeans                             | Forever in Blue Jeans                             | Forever in Blue Jeans                             | Forever in Blue Jeans                             | Forever in Blue Jeans                             | Forever in Blue Jeans                             | Forever in Blue Jeans                             | Forever in Blue Jeans                             | Forever in Blue Jeans                             | Forever in Blue Jeans                             | Forever in Blue Jeans                             | Forever in Blue Jeans                             | Forever in Blue Jeans                             | Forever in Blue Jeans                             | Forever in Blue Jeans                             | Forever in Blue Jeans                             | Forever in Blue Jeans                             | Forever in Blue Jeans                             | Forever in Blue Jeans                             | Forever in Blue Jeans                             | Forever in Blue Jeans                             | Forever in Blue Jeans                             | Forever in Blue Jeans                             | Forever in Blue Jeans                             | Forever in Blue Jeans                             | Forever in Blue Jeans                             | Forever in Blue Jeans                             | Forever in Blue Jeans                             | Forever in Blue Jeans                             | Forever in Blue Jeans                             | Forever in Blue Jeans                             | Forever in Blue Jeans                             | Forever in Blue Jeans                             | Forever in Blue Jeans                             | Forever in Blue Jeans                             | Forever in Blue Jeans                             | Forever in Blue Jeans                             | Forever in Blue Jeans                             | Forever in Blue Jeans                             | Forever in Blue Jeans                             | Forever in Blue Jeans                             | Forever in Blue Jeans                             | Forever in Blue Jeans                             | Forever in Blue Jeans                             | Forever in Blue Jeans                             | Forever in Blue Jeans                             | Forever in Blue Jeans                             | Forever in Blue Jeans                             | Forever in Blue Jeans                             | Forever in Blue Jeans                             | Forever in Blue Jeans                             | Forever in Blue Jeans                             | Forever in Blue Jeans                             | Forever in Blue Jeans                             | Forever in Blue Jeans                             | Forever in Blue Jeans                             | Forever in Blue Jeans                             | Forever in Blue Jeans                             | Forever in Blue Jeans                             | Forever in Blue Jeans                             | Forever in Blue Jeans                             | Forever in Blue Jeans                             | Forever in Blue Jeans                             | Forever in Blue Jeans                             | Forever in Blue Jeans                             | Forever in Blue Jeans                             | Forever in Blue Jeans                             | Forever in Blue Jeans                             | Forever in Blue Jeans                             | Forever in Blue Jeans                             | Forever in Blue Jeans                             | Forever in Blue Jeans                             | Forever in Blue Jeans                             | Forever in Blue Jeans                             | Forever in Blue Jeans                             | Forever in Blue Jeans                             | Forever in Blue Jeans                             | Forever in Blue Jeans                             | Forever in Blue Jeans                             | Forever in Blue Jeans                             | Forever in Blue Jeans                             | Forever in Blue Jeans                             | Forever in Blue Jeans                             | Forever in Blue Jeans                             | Forever in Blue Jeans                             | Forever in Blue Jeans                             | Forever in Blue Jeans                             | Forever in Blue Jeans                             | Forever in Blue Jeans                             | Forever in Blue Jeans                             | Forever in Blue Jeans                             | Forever in Blue Jeans                             | Forever in Blue Jeans                             | Neil Diamond                               | Neil Diamond                               | Neil Diamond                               | Neil Diamond                               | Neil Diamond                               | Neil Diamond                               | Neil Diamond                               | Neil Diamond                               | Neil Diamond                               | Neil Diamond                               | Neil Diamond                               | Neil Diamond                               | Neil Diamond                               | Neil Diamond                               | Neil Diamond                               | Neil Diamond                               | Neil Diamond                               | Neil Diamond                               | Neil Diamond                               | Neil Diamond                               | Neil Diamond                               | Neil Diamond                               | Neil Diamond                               | Neil Diamond                               | Neil Diamond                               | Neil Diamond                               | Neil Diamond                               | Neil Diamond                               | Neil Diamond                               | Neil Diamond                               | Neil Diamond                               | Neil Diamond                               | Neil Diamond                               | Neil Diamond                               | Neil Diamond                               | Neil Diamond                               | Neil Diamond                               | Neil Diamond                               | Neil Diamond                               | Neil Diamond                               | Neil Diamond                               | Neil Diamond                               | Neil Diamond                               | Neil Diamond                               | Neil Diamond                               | Neil Diamond                               | Neil Diamond                               | Neil Diamond                               | Neil Diamond                               | Neil Diamond                               | Neil Diamond                               | Neil Diamond                               | Neil Diamond                               | Neil Diamond                               | Neil Diamond                               | Neil Diamond                               | Neil Diamond                               | Neil Diamond                               | Neil Diamond                               | Neil Diamond                               | Neil Diamond                               | Neil Diamond                               | Neil Diamond                               | Neil Diamond                               | Neil Diamond                               | Neil Diamond                               | Neil Diamond                               | Neil Diamond                               | Neil Diamond                               | Neil Diamond                               | Neil Diamond                               | Neil Diamond                               | Neil Diamond                               | Neil Diamond                               | Neil Diamond                               | Neil Diamond                               | Neil Diamond                               | Neil Diamond                               | Neil Diamond                               | Neil Diamond                               | Neil Diamond                               | Neil Diamond                               | Neil Diamond                               | Neil Diamond                               | Neil Diamond                               | Neil Diamond                               | Neil Diamond                               | Neil Diamond                               | Neil Diamond                               | Neil Diamond                               | Neil Diamond                               | Neil Diamond                               | Neil Diamond                               | Neil Diamond                               | Neil Diamond                               | Neil Diamond                               | Neil Diamond                               | Neil Diamond                               | Neil Diamond                               | Neil Diamond                               | Neil Diamond                               | Neil Diamond                               | Neil Diamond                               | Neil Diamond                               | Neil Diamond                               | Neil Diamond                               | Neil Diamond                               | Neil Diamond                               | Neil Diamond                               | Neil Diamond                               | Neil Diamond                               | Neil Diamond                               | Neil Diamond                               | Neil Diamond                               | Neil Diamond                               | Neil Diamond                               | Neil Diamond                               | Neil Diamond                               | Neil Diamond                               | Neil Diamond                               | Neil Diamond                               | Neil Diamond                               | Neil Diamond                               | Neil Diamond                               | Neil Diamond                               | Neil Diamond                               | Neil Diamond                               | Neil Diamond                               | Neil Diamond                               | Neil Diamond                               | Avancé   | Avancé   | Avancé   | Avancé   | Avancé   | Avancé   | Avancé   | Avancé   | Avancé   | Avancé   | Avancé   | Avancé   | Avancé   | Avancé   | Avancé   | Avancé   | Avancé   | Avancé   | Avancé   | Avancé   | Avancé   | Avancé   | Avancé   | Avancé   | Avancé   | Avancé   | Avancé   | Avancé   | Avancé   | Avancé   | Avancé   | Avancé   | Avancé   | Avancé   | Avancé   | Avancé   | Avancé   | Avancé   | Avancé   | Avancé   | Avancé   | Avancé   | Avancé   | Avancé   | Avancé   | Avancé   | Avancé   | Avancé   | Avancé   | Avancé   | Avancé   | Avancé   | Avancé   | Avancé   | Avancé   | Avancé   | Avancé   | Avancé   | Avancé   | Avancé   | Avancé   | Avancé   | Avancé   | Avancé   | Avancé   | Avancé   | Avancé   | Avancé   | Avancé   | Avancé   | Avancé   | Avancé   | Avancé   | Avancé   | Avancé   | Avancé   | Avancé   | Avancé   | Avancé   | Avancé   | Avancé   | Avancé   | Avancé   | Avancé   | Avancé   | Avancé   | Avancé   | Avancé   | Avancé   | Avancé   | Avancé   | Avancé   | Avancé   | Avancé   | Avancé   | Avancé   | Avancé   | Avancé   | Avancé   | Avancé   | Avancé   | Avancé   | Avancé   | Avancé   | Avancé   | Avancé   | Avancé   | Avancé   | Avancé   | Avancé   | Avancé   | Avancé   | Avancé   | Avancé   | Avancé   | Avancé   | Avancé   | Avancé   | Avancé   | Avancé   | Avancé   | Avancé   | Avancé   | Avancé   | Avancé   | Avancé   | Avancé   | Avancé   | Avancé   | Avancé   |
| Top 32   | Top 32   | Top 32   | Top 32   | Top 32   | Top 32   | Top 32   | Top 32   | Top 32   | Top 32   | Top 32   | Top 32   | Top 32   | Top 32   | Top 32   | Top 32   | Top 32   | Top 32   | Top 32   | Top 32   | Top 32   | Top 32   | Top 32   | Top 32   | Top 32   | Top 32   | Top 32   | Top 32   | Top 32   | Top 32   | Top 32   | Top 32   | Top 32   | Top 32   | Top 32   | Top 32   | Top 32   | Top 32   | Top 32   | Top 32   | Top 32   | Top 32   | Top 32   | Top 32   | Top 32   | Top 32   | Top 32   | Top 32   | Top 32   | Top 32   | Top 32   | Top 32   | Top 32   | Top 32   | Top 32   | Top 32   | Top 32   | Top 32   | Top 32   | Top 32   | Top 32   | Top 32   | Top 32   | Top 32   | Top 32   | Top 32   | Top 32   | Top 32   | Top 32   | Top 32   | Top 32   | Top 32   | Top 32   | Top 32   | Top 32   | Top 32   | Top 32   | Top 32   | Top 32   | Top 32   | Top 32   | Top 32   | Top 32   | Top 32   | Top 32   | Top 32   | Top 32   | Top 32   | Top 32   | Top 32   | Top 32   | Top 32   | Top 32   | Top 32   | Top 32   | Top 32   | Top 32   | Top 32   | Top 32   | Top 32   | Top 32   | Top 32   | Top 32   | Top 32   | Top 32   | Top 32   | Top 32   | Top 32   | Top 32   | Top 32   | Top 32   | Top 32   | Top 32   | Top 32   | Top 32   | Top 32   | Top 32   | Top 32   | Top 32   | Top 32   | Top 32   | Top 32   | Top 32   | Top 32   | Top 32   | Top 32   | Top 32   | Top 32   | Top 32   | Top 32   | N/A              | N/A              | N/A              | N/A              | N/A              | N/A              | N/A              | N/A              | N/A              | N/A              | N/A              | N/A              | N/A              | N/A              | N/A              | N/A              | N/A              | N/A              | N/A              | N/A              | N/A              | N/A              | N/A              | N/A              | N/A              | N/A              | N/A              | N/A              | N/A              | N/A              | N/A              | N/A              | N/A              | N/A              | N/A              | N/A              | N/A              | N/A              | N/A              | N/A              | N/A              | N/A              | N/A              | N/A              | N/A              | N/A              | N/A              | N/A              | N/A              | N/A              | N/A              | N/A              | N/A              | N/A              | N/A              | N/A              | N/A              | N/A              | N/A              | N/A              | N/A              | N/A              | N/A              | N/A              | N/A              | N/A              | N/A              | N/A              | N/A              | N/A              | N/A              | N/A              | N/A              | N/A              | N/A              | N/A              | N/A              | N/A              | N/A              | N/A              | N/A              | N/A              | N/A              | N/A              | N/A              | N/A              | N/A              | N/A              | N/A              | N/A              | N/A              | N/A              | N/A              | N/A              | N/A              | N/A              | N/A              | N/A              | N/A              | N/A              | N/A              | N/A              | N/A              | N/A              | N/A              | N/A              | N/A              | N/A              | N/A              | N/A              | N/A              | N/A              | N/A              | N/A              | N/A              | N/A              | N/A              | N/A              | N/A              | N/A              | N/A              | N/A              | N/A              | N/A              | N/A              | N/A              | N/A              | N/A              | N/A              | N/A              | Only the Good Die Young                           | Only the Good Die Young                           | Only the Good Die Young                           | Only the Good Die Young                           | Only the Good Die Young                           | Only the Good Die Young                           | Only the Good Die Young                           | Only the Good Die Young                           | Only the Good Die Young                           | Only the Good Die Young                           | Only the Good Die Young                           | Only the Good Die Young                           | Only the Good Die Young                           | Only the Good Die Young                           | Only the Good Die Young                           | Only the Good Die Young                           | Only the Good Die Young                           | Only the Good Die Young                           | Only the Good Die Young                           | Only the Good Die Young                           | Only the Good Die Young                           | Only the Good Die Young                           | Only the Good Die Young                           | Only the Good Die Young                           | Only the Good Die Young                           | Only the Good Die Young                           | Only the Good Die Young                           | Only the Good Die Young                           | Only the Good Die Young                           | Only the Good Die Young                           | Only the Good Die Young                           | Only the Good Die Young                           | Only the Good Die Young                           | Only the Good Die Young                           | Only the Good Die Young                           | Only the Good Die Young                           | Only the Good Die Young                           | Only the Good Die Young                           | Only the Good Die Young                           | Only the Good Die Young                           | Only the Good Die Young                           | Only the Good Die Young                           | Only the Good Die Young                           | Only the Good Die Young                           | Only the Good Die Young                           | Only the Good Die Young                           | Only the Good Die Young                           | Only the Good Die Young                           | Only the Good Die Young                           | Only the Good Die Young                           | Only the Good Die Young                           | Only the Good Die Young                           | Only the Good Die Young                           | Only the Good Die Young                           | Only the Good Die Young                           | Only the Good Die Young                           | Only the Good Die Young                           | Only the Good Die Young                           | Only the Good Die Young                           | Only the Good Die Young                           | Only the Good Die Young                           | Only the Good Die Young                           | Only the Good Die Young                           | Only the Good Die Young                           | Only the Good Die Young                           | Only the Good Die Young                           | Only the Good Die Young                           | Only the Good Die Young                           | Only the Good Die Young                           | Only the Good Die Young                           | Only the Good Die Young                           | Only the Good Die Young                           | Only the Good Die Young                           | Only the Good Die Young                           | Only the Good Die Young                           | Only the Good Die Young                           | Only the Good Die Young                           | Only the Good Die Young                           | Only the Good Die Young                           | Only the Good Die Young                           | Only the Good Die Young                           | Only the Good Die Young                           | Only the Good Die Young                           | Only the Good Die Young                           | Only the Good Die Young                           | Only the Good Die Young                           | Only the Good Die Young                           | Only the Good Die Young                           | Only the Good Die Young                           | Only the Good Die Young                           | Only the Good Die Young                           | Only the Good Die Young                           | Only the Good Die Young                           | Only the Good Die Young                           | Only the Good Die Young                           | Only the Good Die Young                           | Only the Good Die Young                           | Only the Good Die Young                           | Only the Good Die Young                           | Only the Good Die Young                           | Only the Good Die Young                           | Only the Good Die Young                           | Only the Good Die Young                           | Only the Good Die Young                           | Only the Good Die Young                           | Only the Good Die Young                           | Only the Good Die Young                           | Only the Good Die Young                           | Only the Good Die Young                           | Only the Good Die Young                           | Only the Good Die Young                           | Only the Good Die Young                           | Only the Good Die Young                           | Only the Good Die Young                           | Only the Good Die Young                           | Only the Good Die Young                           | Only the Good Die Young                           | Only the Good Die Young                           | Only the Good Die Young                           | Only the Good Die Young                           | Only the Good Die Young                           | Only the Good Die Young                           | Only the Good Die Young                           | Only the Good Die Young                           | Only the Good Die Young                           | Only the Good Die Young                           | Only the Good Die Young                           | Only the Good Die Young                           | Only the Good Die Young                           | Only the Good Die Young                           | Billy Joel                                 | Billy Joel                                 | Billy Joel                                 | Billy Joel                                 | Billy Joel                                 | Billy Joel                                 | Billy Joel                                 | Billy Joel                                 | Billy Joel                                 | Billy Joel                                 | Billy Joel                                 | Billy Joel                                 | Billy Joel                                 | Billy Joel                                 | Billy Joel                                 | Billy Joel                                 | Billy Joel                                 | Billy Joel                                 | Billy Joel                                 | Billy Joel                                 | Billy Joel                                 | Billy Joel                                 | Billy Joel                                 | Billy Joel                                 | Billy Joel                                 | Billy Joel                                 | Billy Joel                                 | Billy Joel                                 | Billy Joel                                 | Billy Joel                                 | Billy Joel                                 | Billy Joel                                 | Billy Joel                                 | Billy Joel                                 | Billy Joel                                 | Billy Joel                                 | Billy Joel                                 | Billy Joel                                 | Billy Joel                                 | Billy Joel                                 | Billy Joel                                 | Billy Joel                                 | Billy Joel                                 | Billy Joel                                 | Billy Joel                                 | Billy Joel                                 | Billy Joel                                 | Billy Joel                                 | Billy Joel                                 | Billy Joel                                 | Billy Joel                                 | Billy Joel                                 | Billy Joel                                 | Billy Joel                                 | Billy Joel                                 | Billy Joel                                 | Billy Joel                                 | Billy Joel                                 | Billy Joel                                 | Billy Joel                                 | Billy Joel                                 | Billy Joel                                 | Billy Joel                                 | Billy Joel                                 | Billy Joel                                 | Billy Joel                                 | Billy Joel                                 | Billy Joel                                 | Billy Joel                                 | Billy Joel                                 | Billy Joel                                 | Billy Joel                                 | Billy Joel                                 | Billy Joel                                 | Billy Joel                                 | Billy Joel                                 | Billy Joel                                 | Billy Joel                                 | Billy Joel                                 | Billy Joel                                 | Billy Joel                                 | Billy Joel                                 | Billy Joel                                 | Billy Joel                                 | Billy Joel                                 | Billy Joel                                 | Billy Joel                                 | Billy Joel                                 | Billy Joel                                 | Billy Joel                                 | Billy Joel                                 | Billy Joel                                 | Billy Joel                                 | Billy Joel                                 | Billy Joel                                 | Billy Joel                                 | Billy Joel                                 | Billy Joel                                 | Billy Joel                                 | Billy Joel                                 | Billy Joel                                 | Billy Joel                                 | Billy Joel                                 | Billy Joel                                 | Billy Joel                                 | Billy Joel                                 | Billy Joel                                 | Billy Joel                                 | Billy Joel                                 | Billy Joel                                 | Billy Joel                                 | Billy Joel                                 | Billy Joel                                 | Billy Joel                                 | Billy Joel                                 | Billy Joel                                 | Billy Joel                                 | Billy Joel                                 | Billy Joel                                 | Billy Joel                                 | Billy Joel                                 | Billy Joel                                 | Billy Joel                                 | Billy Joel                                 | Billy Joel                                 | Billy Joel                                 | Billy Joel                                 | Billy Joel                                 | Billy Joel                                 | Billy Joel                                 | Avancé   | Avancé   | Avancé   | Avancé   | Avancé   | Avancé   | Avancé   | Avancé   | Avancé   | Avancé   | Avancé   | Avancé   | Avancé   | Avancé   | Avancé   | Avancé   | Avancé   | Avancé   | Avancé   | Avancé   | Avancé   | Avancé   | Avancé   | Avancé   | Avancé   | Avancé   | Avancé   | Avancé   | Avancé   | Avancé   | Avancé   | Avancé   | Avancé   | Avancé   | Avancé   | Avancé   | Avancé   | Avancé   | Avancé   | Avancé   | Avancé   | Avancé   | Avancé   | Avancé   | Avancé   | Avancé   | Avancé   | Avancé   | Avancé   | Avancé   | Avancé   | Avancé   | Avancé   | Avancé   | Avancé   | Avancé   | Avancé   | Avancé   | Avancé   | Avancé   | Avancé   | Avancé   | Avancé   | Avancé   | Avancé   | Avancé   | Avancé   | Avancé   | Avancé   | Avancé   | Avancé   | Avancé   | Avancé   | Avancé   | Avancé   | Avancé   | Avancé   | Avancé   | Avancé   | Avancé   | Avancé   | Avancé   | Avancé   | Avancé   | Avancé   | Avancé   | Avancé   | Avancé   | Avancé   | Avancé   | Avancé   | Avancé   | Avancé   | Avancé   | Avancé   | Avancé   | Avancé   | Avancé   | Avancé   | Avancé   | Avancé   | Avancé   | Avancé   | Avancé   | Avancé   | Avancé   | Avancé   | Avancé   | Avancé   | Avancé   | Avancé   | Avancé   | Avancé   | Avancé   | Avancé   | Avancé   | Avancé   | Avancé   | Avancé   | Avancé   | Avancé   | Avancé   | Avancé   | Avancé   | Avancé   | Avancé   | Avancé   | Avancé   | Avancé   | Avancé   |
| Top 10   | Top 10   | Top 10   | Top 10   | Top 10   | Top 10   | Top 10   | Top 10   | Top 10   | Top 10   | Top 10   | Top 10   | Top 10   | Top 10   | Top 10   | Top 10   | Top 10   | Top 10   | Top 10   | Top 10   | Top 10   | Top 10   | Top 10   | Top 10   | Top 10   | Top 10   | Top 10   | Top 10   | Top 10   | Top 10   | Top 10   | Top 10   | Top 10   | Top 10   | Top 10   | Top 10   | Top 10   | Top 10   | Top 10   | Top 10   | Top 10   | Top 10   | Top 10   | Top 10   | Top 10   | Top 10   | Top 10   | Top 10   | Top 10   | Top 10   | Top 10   | Top 10   | Top 10   | Top 10   | Top 10   | Top 10   | Top 10   | Top 10   | Top 10   | Top 10   | Top 10   | Top 10   | Top 10   | Top 10   | Top 10   | Top 10   | Top 10   | Top 10   | Top 10   | Top 10   | Top 10   | Top 10   | Top 10   | Top 10   | Top 10   | Top 10   | Top 10   | Top 10   | Top 10   | Top 10   | Top 10   | Top 10   | Top 10   | Top 10   | Top 10   | Top 10   | Top 10   | Top 10   | Top 10   | Top 10   | Top 10   | Top 10   | Top 10   | Top 10   | Top 10   | Top 10   | Top 10   | Top 10   | Top 10   | Top 10   | Top 10   | Top 10   | Top 10   | Top 10   | Top 10   | Top 10   | Top 10   | Top 10   | Top 10   | Top 10   | Top 10   | Top 10   | Top 10   | Top 10   | Top 10   | Top 10   | Top 10   | Top 10   | Top 10   | Top 10   | Top 10   | Top 10   | Top 10   | Top 10   | Top 10   | Top 10   | Top 10   | Top 10   | Top 10   | Top 10   | Hits Canadiens   | Hits Canadiens   | Hits Canadiens   | Hits Canadiens   | Hits Canadiens   | Hits Canadiens   | Hits Canadiens   | Hits Canadiens   | Hits Canadiens   | Hits Canadiens   | Hits Canadiens   | Hits Canadiens   | Hits Canadiens   | Hits Canadiens   | Hits Canadiens   | Hits Canadiens   | Hits Canadiens   | Hits Canadiens   | Hits Canadiens   | Hits Canadiens   | Hits Canadiens   | Hits Canadiens   | Hits Canadiens   | Hits Canadiens   | Hits Canadiens   | Hits Canadiens   | Hits Canadiens   | Hits Canadiens   | Hits Canadiens   | Hits Canadiens   | Hits Canadiens   | Hits Canadiens   | Hits Canadiens   | Hits Canadiens   | Hits Canadiens   | Hits Canadiens   | Hits Canadiens   | Hits Canadiens   | Hits Canadiens   | Hits Canadiens   | Hits Canadiens   | Hits Canadiens   | Hits Canadiens   | Hits Canadiens   | Hits Canadiens   | Hits Canadiens   | Hits Canadiens   | Hits Canadiens   | Hits Canadiens   | Hits Canadiens   | Hits Canadiens   | Hits Canadiens   | Hits Canadiens   | Hits Canadiens   | Hits Canadiens   | Hits Canadiens   | Hits Canadiens   | Hits Canadiens   | Hits Canadiens   | Hits Canadiens   | Hits Canadiens   | Hits Canadiens   | Hits Canadiens   | Hits Canadiens   | Hits Canadiens   | Hits Canadiens   | Hits Canadiens   | Hits Canadiens   | Hits Canadiens   | Hits Canadiens   | Hits Canadiens   | Hits Canadiens   | Hits Canadiens   | Hits Canadiens   | Hits Canadiens   | Hits Canadiens   | Hits Canadiens   | Hits Canadiens   | Hits Canadiens   | Hits Canadiens   | Hits Canadiens   | Hits Canadiens   | Hits Canadiens   | Hits Canadiens   | Hits Canadiens   | Hits Canadiens   | Hits Canadiens   | Hits Canadiens   | Hits Canadiens   | Hits Canadiens   | Hits Canadiens   | Hits Canadiens   | Hits Canadiens   | Hits Canadiens   | Hits Canadiens   | Hits Canadiens   | Hits Canadiens   | Hits Canadiens   | Hits Canadiens   | Hits Canadiens   | Hits Canadiens   | Hits Canadiens   | Hits Canadiens   | Hits Canadiens   | Hits Canadiens   | Hits Canadiens   | Hits Canadiens   | Hits Canadiens   | Hits Canadiens   | Hits Canadiens   | Hits Canadiens   | Hits Canadiens   | Hits Canadiens   | Hits Canadiens   | Hits Canadiens   | Hits Canadiens   | Hits Canadiens   | Hits Canadiens   | Hits Canadiens   | Hits Canadiens   | Hits Canadiens   | Hits Canadiens   | Hits Canadiens   | Hits Canadiens   | Hits Canadiens   | Hits Canadiens   | Hits Canadiens   | Hits Canadiens   | Hits Canadiens   | Hits Canadiens   | Put Your Head on My Shoulder                      | Put Your Head on My Shoulder                      | Put Your Head on My Shoulder                      | Put Your Head on My Shoulder                      | Put Your Head on My Shoulder                      | Put Your Head on My Shoulder                      | Put Your Head on My Shoulder                      | Put Your Head on My Shoulder                      | Put Your Head on My Shoulder                      | Put Your Head on My Shoulder                      | Put Your Head on My Shoulder                      | Put Your Head on My Shoulder                      | Put Your Head on My Shoulder                      | Put Your Head on My Shoulder                      | Put Your Head on My Shoulder                      | Put Your Head on My Shoulder                      | Put Your Head on My Shoulder                      | Put Your Head on My Shoulder                      | Put Your Head on My Shoulder                      | Put Your Head on My Shoulder                      | Put Your Head on My Shoulder                      | Put Your Head on My Shoulder                      | Put Your Head on My Shoulder                      | Put Your Head on My Shoulder                      | Put Your Head on My Shoulder                      | Put Your Head on My Shoulder                      | Put Your Head on My Shoulder                      | Put Your Head on My Shoulder                      | Put Your Head on My Shoulder                      | Put Your Head on My Shoulder                      | Put Your Head on My Shoulder                      | Put Your Head on My Shoulder                      | Put Your Head on My Shoulder                      | Put Your Head on My Shoulder                      | Put Your Head on My Shoulder                      | Put Your Head on My Shoulder                      | Put Your Head on My Shoulder                      | Put Your Head on My Shoulder                      | Put Your Head on My Shoulder                      | Put Your Head on My Shoulder                      | Put Your Head on My Shoulder                      | Put Your Head on My Shoulder                      | Put Your Head on My Shoulder                      | Put Your Head on My Shoulder                      | Put Your Head on My Shoulder                      | Put Your Head on My Shoulder                      | Put Your Head on My Shoulder                      | Put Your Head on My Shoulder                      | Put Your Head on My Shoulder                      | Put Your Head on My Shoulder                      | Put Your Head on My Shoulder                      | Put Your Head on My Shoulder                      | Put Your Head on My Shoulder                      | Put Your Head on My Shoulder                      | Put Your Head on My Shoulder                      | Put Your Head on My Shoulder                      | Put Your Head on My Shoulder                      | Put Your Head on My Shoulder                      | Put Your Head on My Shoulder                      | Put Your Head on My Shoulder                      | Put Your Head on My Shoulder                      | Put Your Head on My Shoulder                      | Put Your Head on My Shoulder                      | Put Your Head on My Shoulder                      | Put Your Head on My Shoulder                      | Put Your Head on My Shoulder                      | Put Your Head on My Shoulder                      | Put Your Head on My Shoulder                      | Put Your Head on My Shoulder                      | Put Your Head on My Shoulder                      | Put Your Head on My Shoulder                      | Put Your Head on My Shoulder                      | Put Your Head on My Shoulder                      | Put Your Head on My Shoulder                      | Put Your Head on My Shoulder                      | Put Your Head on My Shoulder                      | Put Your Head on My Shoulder                      | Put Your Head on My Shoulder                      | Put Your Head on My Shoulder                      | Put Your Head on My Shoulder                      | Put Your Head on My Shoulder                      | Put Your Head on My Shoulder                      | Put Your Head on My Shoulder                      | Put Your Head on My Shoulder                      | Put Your Head on My Shoulder                      | Put Your Head on My Shoulder                      | Put Your Head on My Shoulder                      | Put Your Head on My Shoulder                      | Put Your Head on My Shoulder                      | Put Your Head on My Shoulder                      | Put Your Head on My Shoulder                      | Put Your Head on My Shoulder                      | Put Your Head on My Shoulder                      | Put Your Head on My Shoulder                      | Put Your Head on My Shoulder                      | Put Your Head on My Shoulder                      | Put Your Head on My Shoulder                      | Put Your Head on My Shoulder                      | Put Your Head on My Shoulder                      | Put Your Head on My Shoulder                      | Put Your Head on My Shoulder                      | Put Your Head on My Shoulder                      | Put Your Head on My Shoulder                      | Put Your Head on My Shoulder                      | Put Your Head on My Shoulder                      | Put Your Head on My Shoulder                      | Put Your Head on My Shoulder                      | Put Your Head on My Shoulder                      | Put Your Head on My Shoulder                      | Put Your Head on My Shoulder                      | Put Your Head on My Shoulder                      | Put Your Head on My Shoulder                      | Put Your Head on My Shoulder                      | Put Your Head on My Shoulder                      | Put Your Head on My Shoulder                      | Put Your Head on My Shoulder                      | Put Your Head on My Shoulder                      | Put Your Head on My Shoulder                      | Put Your Head on My Shoulder                      | Put Your Head on My Shoulder                      | Put Your Head on My Shoulder                      | Put Your Head on My Shoulder                      | Put Your Head on My Shoulder                      | Put Your Head on My Shoulder                      | Put Your Head on My Shoulder                      | Put Your Head on My Shoulder                      | Put Your Head on My Shoulder                      | Put Your Head on My Shoulder                      | Put Your Head on My Shoulder                      | Put Your Head on My Shoulder                      | Paul Anka                                  | Paul Anka                                  | Paul Anka                                  | Paul Anka                                  | Paul Anka                                  | Paul Anka                                  | Paul Anka                                  | Paul Anka                                  | Paul Anka                                  | Paul Anka                                  | Paul Anka                                  | Paul Anka                                  | Paul Anka                                  | Paul Anka                                  | Paul Anka                                  | Paul Anka                                  | Paul Anka                                  | Paul Anka                                  | Paul Anka                                  | Paul Anka                                  | Paul Anka                                  | Paul Anka                                  | Paul Anka                                  | Paul Anka                                  | Paul Anka                                  | Paul Anka                                  | Paul Anka                                  | Paul Anka                                  | Paul Anka                                  | Paul Anka                                  | Paul Anka                                  | Paul Anka                                  | Paul Anka                                  | Paul Anka                                  | Paul Anka                                  | Paul Anka                                  | Paul Anka                                  | Paul Anka                                  | Paul Anka                                  | Paul Anka                                  | Paul Anka                                  | Paul Anka                                  | Paul Anka                                  | Paul Anka                                  | Paul Anka                                  | Paul Anka                                  | Paul Anka                                  | Paul Anka                                  | Paul Anka                                  | Paul Anka                                  | Paul Anka                                  | Paul Anka                                  | Paul Anka                                  | Paul Anka                                  | Paul Anka                                  | Paul Anka                                  | Paul Anka                                  | Paul Anka                                  | Paul Anka                                  | Paul Anka                                  | Paul Anka                                  | Paul Anka                                  | Paul Anka                                  | Paul Anka                                  | Paul Anka                                  | Paul Anka                                  | Paul Anka                                  | Paul Anka                                  | Paul Anka                                  | Paul Anka                                  | Paul Anka                                  | Paul Anka                                  | Paul Anka                                  | Paul Anka                                  | Paul Anka                                  | Paul Anka                                  | Paul Anka                                  | Paul Anka                                  | Paul Anka                                  | Paul Anka                                  | Paul Anka                                  | Paul Anka                                  | Paul Anka                                  | Paul Anka                                  | Paul Anka                                  | Paul Anka                                  | Paul Anka                                  | Paul Anka                                  | Paul Anka                                  | Paul Anka                                  | Paul Anka                                  | Paul Anka                                  | Paul Anka                                  | Paul Anka                                  | Paul Anka                                  | Paul Anka                                  | Paul Anka                                  | Paul Anka                                  | Paul Anka                                  | Paul Anka                                  | Paul Anka                                  | Paul Anka                                  | Paul Anka                                  | Paul Anka                                  | Paul Anka                                  | Paul Anka                                  | Paul Anka                                  | Paul Anka                                  | Paul Anka                                  | Paul Anka                                  | Paul Anka                                  | Paul Anka                                  | Paul Anka                                  | Paul Anka                                  | Paul Anka                                  | Paul Anka                                  | Paul Anka                                  | Paul Anka                                  | Paul Anka                                  | Paul Anka                                  | Paul Anka                                  | Paul Anka                                  | Paul Anka                                  | Paul Anka                                  | Paul Anka                                  | Paul Anka                                  | Paul Anka                                  | Paul Anka                                  | Paul Anka                                  | Paul Anka                                  | Sauf     | Sauf     | Sauf     | Sauf     | Sauf     | Sauf     | Sauf     | Sauf     | Sauf     | Sauf     | Sauf     | Sauf     | Sauf     | Sauf     | Sauf     | Sauf     | Sauf     | Sauf     | Sauf     | Sauf     | Sauf     | Sauf     | Sauf     | Sauf     | Sauf     | Sauf     | Sauf     | Sauf     | Sauf     | Sauf     | Sauf     | Sauf     | Sauf     | Sauf     | Sauf     | Sauf     | Sauf     | Sauf     | Sauf     | Sauf     | Sauf     | Sauf     | Sauf     | Sauf     | Sauf     | Sauf     | Sauf     | Sauf     | Sauf     | Sauf     | Sauf     | Sauf     | Sauf     | Sauf     | Sauf     | Sauf     | Sauf     | Sauf     | Sauf     | Sauf     | Sauf     | Sauf     | Sauf     | Sauf     | Sauf     | Sauf     | Sauf     | Sauf     | Sauf     | Sauf     | Sauf     | Sauf     | Sauf     | Sauf     | Sauf     | Sauf     | Sauf     | Sauf     | Sauf     | Sauf     | Sauf     | Sauf     | Sauf     | Sauf     | Sauf     | Sauf     | Sauf     | Sauf     | Sauf     | Sauf     | Sauf     | Sauf     | Sauf     | Sauf     | Sauf     | Sauf     | Sauf     | Sauf     | Sauf     | Sauf     | Sauf     | Sauf     | Sauf     | Sauf     | Sauf     | Sauf     | Sauf     | Sauf     | Sauf     | Sauf     | Sauf     | Sauf     | Sauf     | Sauf     | Sauf     | Sauf     | Sauf     | Sauf     | Sauf     | Sauf     | Sauf     | Sauf     | Sauf     | Sauf     | Sauf     | Sauf     | Sauf     | Sauf     | Sauf     | Sauf     |
| Top 9    | Top 9    | Top 9    | Top 9    | Top 9    | Top 9    | Top 9    | Top 9    | Top 9    | Top 9    | Top 9    | Top 9    | Top 9    | Top 9    | Top 9    | Top 9    | Top 9    | Top 9    | Top 9    | Top 9    | Top 9    | Top 9    | Top 9    | Top 9    | Top 9    | Top 9    | Top 9    | Top 9    | Top 9    | Top 9    | Top 9    | Top 9    | Top 9    | Top 9    | Top 9    | Top 9    | Top 9    | Top 9    | Top 9    | Top 9    | Top 9    | Top 9    | Top 9    | Top 9    | Top 9    | Top 9    | Top 9    | Top 9    | Top 9    | Top 9    | Top 9    | Top 9    | Top 9    | Top 9    | Top 9    | Top 9    | Top 9    | Top 9    | Top 9    | Top 9    | Top 9    | Top 9    | Top 9    | Top 9    | Top 9    | Top 9    | Top 9    | Top 9    | Top 9    | Top 9    | Top 9    | Top 9    | Top 9    | Top 9    | Top 9    | Top 9    | Top 9    | Top 9    | Top 9    | Top 9    | Top 9    | Top 9    | Top 9    | Top 9    | Top 9    | Top 9    | Top 9    | Top 9    | Top 9    | Top 9    | Top 9    | Top 9    | Top 9    | Top 9    | Top 9    | Top 9    | Top 9    | Top 9    | Top 9    | Top 9    | Top 9    | Top 9    | Top 9    | Top 9    | Top 9    | Top 9    | Top 9    | Top 9    | Top 9    | Top 9    | Top 9    | Top 9    | Top 9    | Top 9    | Top 9    | Top 9    | Top 9    | Top 9    | Top 9    | Top 9    | Top 9    | Top 9    | Top 9    | Top 9    | Top 9    | Top 9    | Top 9    | Top 9    | Top 9    | Top 9    | British Invasion | British Invasion | British Invasion | British Invasion | British Invasion | British Invasion | British Invasion | British Invasion | British Invasion | British Invasion | British Invasion | British Invasion | British Invasion | British Invasion | British Invasion | British Invasion | British Invasion | British Invasion | British Invasion | British Invasion | British Invasion | British Invasion | British Invasion | British Invasion | British Invasion | British Invasion | British Invasion | British Invasion | British Invasion | British Invasion | British Invasion | British Invasion | British Invasion | British Invasion | British Invasion | British Invasion | British Invasion | British Invasion | British Invasion | British Invasion | British Invasion | British Invasion | British Invasion | British Invasion | British Invasion | British Invasion | British Invasion | British Invasion | British Invasion | British Invasion | British Invasion | British Invasion | British Invasion | British Invasion | British Invasion | British Invasion | British Invasion | British Invasion | British Invasion | British Invasion | British Invasion | British Invasion | British Invasion | British Invasion | British Invasion | British Invasion | British Invasion | British Invasion | British Invasion | British Invasion | British Invasion | British Invasion | British Invasion | British Invasion | British Invasion | British Invasion | British Invasion | British Invasion | British Invasion | British Invasion | British Invasion | British Invasion | British Invasion | British Invasion | British Invasion | British Invasion | British Invasion | British Invasion | British Invasion | British Invasion | British Invasion | British Invasion | British Invasion | British Invasion | British Invasion | British Invasion | British Invasion | British Invasion | British Invasion | British Invasion | British Invasion | British Invasion | British Invasion | British Invasion | British Invasion | British Invasion | British Invasion | British Invasion | British Invasion | British Invasion | British Invasion | British Invasion | British Invasion | British Invasion | British Invasion | British Invasion | British Invasion | British Invasion | British Invasion | British Invasion | British Invasion | British Invasion | British Invasion | British Invasion | British Invasion | British Invasion | British Invasion | British Invasion | British Invasion | British Invasion | Space Oddity                                      | Space Oddity                                      | Space Oddity                                      | Space Oddity                                      | Space Oddity                                      | Space Oddity                                      | Space Oddity                                      | Space Oddity                                      | Space Oddity                                      | Space Oddity                                      | Space Oddity                                      | Space Oddity                                      | Space Oddity                                      | Space Oddity                                      | Space Oddity                                      | Space Oddity                                      | Space Oddity                                      | Space Oddity                                      | Space Oddity                                      | Space Oddity                                      | Space Oddity                                      | Space Oddity                                      | Space Oddity                                      | Space Oddity                                      | Space Oddity                                      | Space Oddity                                      | Space Oddity                                      | Space Oddity                                      | Space Oddity                                      | Space Oddity                                      | Space Oddity                                      | Space Oddity                                      | Space Oddity                                      | Space Oddity                                      | Space Oddity                                      | Space Oddity                                      | Space Oddity                                      | Space Oddity                                      | Space Oddity                                      | Space Oddity                                      | Space Oddity                                      | Space Oddity                                      | Space Oddity                                      | Space Oddity                                      | Space Oddity                                      | Space Oddity                                      | Space Oddity                                      | Space Oddity                                      | Space Oddity                                      | Space Oddity                                      | Space Oddity                                      | Space Oddity                                      | Space Oddity                                      | Space Oddity                                      | Space Oddity                                      | Space Oddity                                      | Space Oddity                                      | Space Oddity                                      | Space Oddity                                      | Space Oddity                                      | Space Oddity                                      | Space Oddity                                      | Space Oddity                                      | Space Oddity                                      | Space Oddity                                      | Space Oddity                                      | Space Oddity                                      | Space Oddity                                      | Space Oddity                                      | Space Oddity                                      | Space Oddity                                      | Space Oddity                                      | Space Oddity                                      | Space Oddity                                      | Space Oddity                                      | Space Oddity                                      | Space Oddity                                      | Space Oddity                                      | Space Oddity                                      | Space Oddity                                      | Space Oddity                                      | Space Oddity                                      | Space Oddity                                      | Space Oddity                                      | Space Oddity                                      | Space Oddity                                      | Space Oddity                                      | Space Oddity                                      | Space Oddity                                      | Space Oddity                                      | Space Oddity                                      | Space Oddity                                      | Space Oddity                                      | Space Oddity                                      | Space Oddity                                      | Space Oddity                                      | Space Oddity                                      | Space Oddity                                      | Space Oddity                                      | Space Oddity                                      | Space Oddity                                      | Space Oddity                                      | Space Oddity                                      | Space Oddity                                      | Space Oddity                                      | Space Oddity                                      | Space Oddity                                      | Space Oddity                                      | Space Oddity                                      | Space Oddity                                      | Space Oddity                                      | Space Oddity                                      | Space Oddity                                      | Space Oddity                                      | Space Oddity                                      | Space Oddity                                      | Space Oddity                                      | Space Oddity                                      | Space Oddity                                      | Space Oddity                                      | Space Oddity                                      | Space Oddity                                      | Space Oddity                                      | Space Oddity                                      | Space Oddity                                      | Space Oddity                                      | Space Oddity                                      | Space Oddity                                      | Space Oddity                                      | Space Oddity                                      | David Bowie                                | David Bowie                                | David Bowie                                | David Bowie                                | David Bowie                                | David Bowie                                | David Bowie                                | David Bowie                                | David Bowie                                | David Bowie                                | David Bowie                                | David Bowie                                | David Bowie                                | David Bowie                                | David Bowie                                | David Bowie                                | David Bowie                                | David Bowie                                | David Bowie                                | David Bowie                                | David Bowie                                | David Bowie                                | David Bowie                                | David Bowie                                | David Bowie                                | David Bowie                                | David Bowie                                | David Bowie                                | David Bowie                                | David Bowie                                | David Bowie                                | David Bowie                                | David Bowie                                | David Bowie                                | David Bowie                                | David Bowie                                | David Bowie                                | David Bowie                                | David Bowie                                | David Bowie                                | David Bowie                                | David Bowie                                | David Bowie                                | David Bowie                                | David Bowie                                | David Bowie                                | David Bowie                                | David Bowie                                | David Bowie                                | David Bowie                                | David Bowie                                | David Bowie                                | David Bowie                                | David Bowie                                | David Bowie                                | David Bowie                                | David Bowie                                | David Bowie                                | David Bowie                                | David Bowie                                | David Bowie                                | David Bowie                                | David Bowie                                | David Bowie                                | David Bowie                                | David Bowie                                | David Bowie                                | David Bowie                                | David Bowie                                | David Bowie                                | David Bowie                                | David Bowie                                | David Bowie                                | David Bowie                                | David Bowie                                | David Bowie                                | David Bowie                                | David Bowie                                | David Bowie                                | David Bowie                                | David Bowie                                | David Bowie                                | David Bowie                                | David Bowie                                | David Bowie                                | David Bowie                                | David Bowie                                | David Bowie                                | David Bowie                                | David Bowie                                | David Bowie                                | David Bowie                                | David Bowie                                | David Bowie                                | David Bowie                                | David Bowie                                | David Bowie                                | David Bowie                                | David Bowie                                | David Bowie                                | David Bowie                                | David Bowie                                | David Bowie                                | David Bowie                                | David Bowie                                | David Bowie                                | David Bowie                                | David Bowie                                | David Bowie                                | David Bowie                                | David Bowie                                | David Bowie                                | David Bowie                                | David Bowie                                | David Bowie                                | David Bowie                                | David Bowie                                | David Bowie                                | David Bowie                                | David Bowie                                | David Bowie                                | David Bowie                                | David Bowie                                | David Bowie                                | David Bowie                                | David Bowie                                | David Bowie                                | David Bowie                                | David Bowie                                | David Bowie                                | Sauf     | Sauf     | Sauf     | Sauf     | Sauf     | Sauf     | Sauf     | Sauf     | Sauf     | Sauf     | Sauf     | Sauf     | Sauf     | Sauf     | Sauf     | Sauf     | Sauf     | Sauf     | Sauf     | Sauf     | Sauf     | Sauf     | Sauf     | Sauf     | Sauf     | Sauf     | Sauf     | Sauf     | Sauf     | Sauf     | Sauf     | Sauf     | Sauf     | Sauf     | Sauf     | Sauf     | Sauf     | Sauf     | Sauf     | Sauf     | Sauf     | Sauf     | Sauf     | Sauf     | Sauf     | Sauf     | Sauf     | Sauf     | Sauf     | Sauf     | Sauf     | Sauf     | Sauf     | Sauf     | Sauf     | Sauf     | Sauf     | Sauf     | Sauf     | Sauf     | Sauf     | Sauf     | Sauf     | Sauf     | Sauf     | Sauf     | Sauf     | Sauf     | Sauf     | Sauf     | Sauf     | Sauf     | Sauf     | Sauf     | Sauf     | Sauf     | Sauf     | Sauf     | Sauf     | Sauf     | Sauf     | Sauf     | Sauf     | Sauf     | Sauf     | Sauf     | Sauf     | Sauf     | Sauf     | Sauf     | Sauf     | Sauf     | Sauf     | Sauf     | Sauf     | Sauf     | Sauf     | Sauf     | Sauf     | Sauf     | Sauf     | Sauf     | Sauf     | Sauf     | Sauf     | Sauf     | Sauf     | Sauf     | Sauf     | Sauf     | Sauf     | Sauf     | Sauf     | Sauf     | Sauf     | Sauf     | Sauf     | Sauf     | Sauf     | Sauf     | Sauf     | Sauf     | Sauf     | Sauf     | Sauf     | Sauf     | Sauf     | Sauf     | Sauf     | Sauf     |
| Top 8    | Top 8    | Top 8    | Top 8    | Top 8    | Top 8    | Top 8    | Top 8    | Top 8    | Top 8    | Top 8    | Top 8    | Top 8    | Top 8    | Top 8    | Top 8    | Top 8    | Top 8    | Top 8    | Top 8    | Top 8    | Top 8    | Top 8    | Top 8    | Top 8    | Top 8    | Top 8    | Top 8    | Top 8    | Top 8    | Top 8    | Top 8    | Top 8    | Top 8    | Top 8    | Top 8    | Top 8    | Top 8    | Top 8    | Top 8    | Top 8    | Top 8    | Top 8    | Top 8    | Top 8    | Top 8    | Top 8    | Top 8    | Top 8    | Top 8    | Top 8    | Top 8    | Top 8    | Top 8    | Top 8    | Top 8    | Top 8    | Top 8    | Top 8    | Top 8    | Top 8    | Top 8    | Top 8    | Top 8    | Top 8    | Top 8    | Top 8    | Top 8    | Top 8    | Top 8    | Top 8    | Top 8    | Top 8    | Top 8    | Top 8    | Top 8    | Top 8    | Top 8    | Top 8    | Top 8    | Top 8    | Top 8    | Top 8    | Top 8    | Top 8    | Top 8    | Top 8    | Top 8    | Top 8    | Top 8    | Top 8    | Top 8    | Top 8    | Top 8    | Top 8    | Top 8    | Top 8    | Top 8    | Top 8    | Top 8    | Top 8    | Top 8    | Top 8    | Top 8    | Top 8    | Top 8    | Top 8    | Top 8    | Top 8    | Top 8    | Top 8    | Top 8    | Top 8    | Top 8    | Top 8    | Top 8    | Top 8    | Top 8    | Top 8    | Top 8    | Top 8    | Top 8    | Top 8    | Top 8    | Top 8    | Top 8    | Top 8    | Top 8    | Top 8    | Top 8    | Rock 'n' roll    | Rock 'n' roll    | Rock 'n' roll    | Rock 'n' roll    | Rock 'n' roll    | Rock 'n' roll    | Rock 'n' roll    | Rock 'n' roll    | Rock 'n' roll    | Rock 'n' roll    | Rock 'n' roll    | Rock 'n' roll    | Rock 'n' roll    | Rock 'n' roll    | Rock 'n' roll    | Rock 'n' roll    | Rock 'n' roll    | Rock 'n' roll    | Rock 'n' roll    | Rock 'n' roll    | Rock 'n' roll    | Rock 'n' roll    | Rock 'n' roll    | Rock 'n' roll    | Rock 'n' roll    | Rock 'n' roll    | Rock 'n' roll    | Rock 'n' roll    | Rock 'n' roll    | Rock 'n' roll    | Rock 'n' roll    | Rock 'n' roll    | Rock 'n' roll    | Rock 'n' roll    | Rock 'n' roll    | Rock 'n' roll    | Rock 'n' roll    | Rock 'n' roll    | Rock 'n' roll    | Rock 'n' roll    | Rock 'n' roll    | Rock 'n' roll    | Rock 'n' roll    | Rock 'n' roll    | Rock 'n' roll    | Rock 'n' roll    | Rock 'n' roll    | Rock 'n' roll    | Rock 'n' roll    | Rock 'n' roll    | Rock 'n' roll    | Rock 'n' roll    | Rock 'n' roll    | Rock 'n' roll    | Rock 'n' roll    | Rock 'n' roll    | Rock 'n' roll    | Rock 'n' roll    | Rock 'n' roll    | Rock 'n' roll    | Rock 'n' roll    | Rock 'n' roll    | Rock 'n' roll    | Rock 'n' roll    | Rock 'n' roll    | Rock 'n' roll    | Rock 'n' roll    | Rock 'n' roll    | Rock 'n' roll    | Rock 'n' roll    | Rock 'n' roll    | Rock 'n' roll    | Rock 'n' roll    | Rock 'n' roll    | Rock 'n' roll    | Rock 'n' roll    | Rock 'n' roll    | Rock 'n' roll    | Rock 'n' roll    | Rock 'n' roll    | Rock 'n' roll    | Rock 'n' roll    | Rock 'n' roll    | Rock 'n' roll    | Rock 'n' roll    | Rock 'n' roll    | Rock 'n' roll    | Rock 'n' roll    | Rock 'n' roll    | Rock 'n' roll    | Rock 'n' roll    | Rock 'n' roll    | Rock 'n' roll    | Rock 'n' roll    | Rock 'n' roll    | Rock 'n' roll    | Rock 'n' roll    | Rock 'n' roll    | Rock 'n' roll    | Rock 'n' roll    | Rock 'n' roll    | Rock 'n' roll    | Rock 'n' roll    | Rock 'n' roll    | Rock 'n' roll    | Rock 'n' roll    | Rock 'n' roll    | Rock 'n' roll    | Rock 'n' roll    | Rock 'n' roll    | Rock 'n' roll    | Rock 'n' roll    | Rock 'n' roll    | Rock 'n' roll    | Rock 'n' roll    | Rock 'n' roll    | Rock 'n' roll    | Rock 'n' roll    | Rock 'n' roll    | Rock 'n' roll    | Rock 'n' roll    | Rock 'n' roll    | Rock 'n' roll    | Rock 'n' roll    | Rock 'n' roll    | Rock 'n' roll    | Rock 'n' roll    | Rock 'n' roll    | Rock 'n' roll    | Rock 'n' roll    | Everything                                        | Everything                                        | Everything                                        | Everything                                        | Everything                                        | Everything                                        | Everything                                        | Everything                                        | Everything                                        | Everything                                        | Everything                                        | Everything                                        | Everything                                        | Everything                                        | Everything                                        | Everything                                        | Everything                                        | Everything                                        | Everything                                        | Everything                                        | Everything                                        | Everything                                        | Everything                                        | Everything                                        | Everything                                        | Everything                                        | Everything                                        | Everything                                        | Everything                                        | Everything                                        | Everything                                        | Everything                                        | Everything                                        | Everything                                        | Everything                                        | Everything                                        | Everything                                        | Everything                                        | Everything                                        | Everything                                        | Everything                                        | Everything                                        | Everything                                        | Everything                                        | Everything                                        | Everything                                        | Everything                                        | Everything                                        | Everything                                        | Everything                                        | Everything                                        | Everything                                        | Everything                                        | Everything                                        | Everything                                        | Everything                                        | Everything                                        | Everything                                        | Everything                                        | Everything                                        | Everything                                        | Everything                                        | Everything                                        | Everything                                        | Everything                                        | Everything                                        | Everything                                        | Everything                                        | Everything                                        | Everything                                        | Everything                                        | Everything                                        | Everything                                        | Everything                                        | Everything                                        | Everything                                        | Everything                                        | Everything                                        | Everything                                        | Everything                                        | Everything                                        | Everything                                        | Everything                                        | Everything                                        | Everything                                        | Everything                                        | Everything                                        | Everything                                        | Everything                                        | Everything                                        | Everything                                        | Everything                                        | Everything                                        | Everything                                        | Everything                                        | Everything                                        | Everything                                        | Everything                                        | Everything                                        | Everything                                        | Everything                                        | Everything                                        | Everything                                        | Everything                                        | Everything                                        | Everything                                        | Everything                                        | Everything                                        | Everything                                        | Everything                                        | Everything                                        | Everything                                        | Everything                                        | Everything                                        | Everything                                        | Everything                                        | Everything                                        | Everything                                        | Everything                                        | Everything                                        | Everything                                        | Everything                                        | Everything                                        | Everything                                        | Everything                                        | Everything                                        | Everything                                        | Everything                                        | Everything                                        | Everything                                        | Lifehouse                                  | Lifehouse                                  | Lifehouse                                  | Lifehouse                                  | Lifehouse                                  | Lifehouse                                  | Lifehouse                                  | Lifehouse                                  | Lifehouse                                  | Lifehouse                                  | Lifehouse                                  | Lifehouse                                  | Lifehouse                                  | Lifehouse                                  | Lifehouse                                  | Lifehouse                                  | Lifehouse                                  | Lifehouse                                  | Lifehouse                                  | Lifehouse                                  | Lifehouse                                  | Lifehouse                                  | Lifehouse                                  | Lifehouse                                  | Lifehouse                                  | Lifehouse                                  | Lifehouse                                  | Lifehouse                                  | Lifehouse                                  | Lifehouse                                  | Lifehouse                                  | Lifehouse                                  | Lifehouse                                  | Lifehouse                                  | Lifehouse                                  | Lifehouse                                  | Lifehouse                                  | Lifehouse                                  | Lifehouse                                  | Lifehouse                                  | Lifehouse                                  | Lifehouse                                  | Lifehouse                                  | Lifehouse                                  | Lifehouse                                  | Lifehouse                                  | Lifehouse                                  | Lifehouse                                  | Lifehouse                                  | Lifehouse                                  | Lifehouse                                  | Lifehouse                                  | Lifehouse                                  | Lifehouse                                  | Lifehouse                                  | Lifehouse                                  | Lifehouse                                  | Lifehouse                                  | Lifehouse                                  | Lifehouse                                  | Lifehouse                                  | Lifehouse                                  | Lifehouse                                  | Lifehouse                                  | Lifehouse                                  | Lifehouse                                  | Lifehouse                                  | Lifehouse                                  | Lifehouse                                  | Lifehouse                                  | Lifehouse                                  | Lifehouse                                  | Lifehouse                                  | Lifehouse                                  | Lifehouse                                  | Lifehouse                                  | Lifehouse                                  | Lifehouse                                  | Lifehouse                                  | Lifehouse                                  | Lifehouse                                  | Lifehouse                                  | Lifehouse                                  | Lifehouse                                  | Lifehouse                                  | Lifehouse                                  | Lifehouse                                  | Lifehouse                                  | Lifehouse                                  | Lifehouse                                  | Lifehouse                                  | Lifehouse                                  | Lifehouse                                  | Lifehouse                                  | Lifehouse                                  | Lifehouse                                  | Lifehouse                                  | Lifehouse                                  | Lifehouse                                  | Lifehouse                                  | Lifehouse                                  | Lifehouse                                  | Lifehouse                                  | Lifehouse                                  | Lifehouse                                  | Lifehouse                                  | Lifehouse                                  | Lifehouse                                  | Lifehouse                                  | Lifehouse                                  | Lifehouse                                  | Lifehouse                                  | Lifehouse                                  | Lifehouse                                  | Lifehouse                                  | Lifehouse                                  | Lifehouse                                  | Lifehouse                                  | Lifehouse                                  | Lifehouse                                  | Lifehouse                                  | Lifehouse                                  | Lifehouse                                  | Lifehouse                                  | Lifehouse                                  | Lifehouse                                  | Lifehouse                                  | Lifehouse                                  | Lifehouse                                  | Lifehouse                                  | Sauf     | Sauf     | Sauf     | Sauf     | Sauf     | Sauf     | Sauf     | Sauf     | Sauf     | Sauf     | Sauf     | Sauf     | Sauf     | Sauf     | Sauf     | Sauf     | Sauf     | Sauf     | Sauf     | Sauf     | Sauf     | Sauf     | Sauf     | Sauf     | Sauf     | Sauf     | Sauf     | Sauf     | Sauf     | Sauf     | Sauf     | Sauf     | Sauf     | Sauf     | Sauf     | Sauf     | Sauf     | Sauf     | Sauf     | Sauf     | Sauf     | Sauf     | Sauf     | Sauf     | Sauf     | Sauf     | Sauf     | Sauf     | Sauf     | Sauf     | Sauf     | Sauf     | Sauf     | Sauf     | Sauf     | Sauf     | Sauf     | Sauf     | Sauf     | Sauf     | Sauf     | Sauf     | Sauf     | Sauf     | Sauf     | Sauf     | Sauf     | Sauf     | Sauf     | Sauf     | Sauf     | Sauf     | Sauf     | Sauf     | Sauf     | Sauf     | Sauf     | Sauf     | Sauf     | Sauf     | Sauf     | Sauf     | Sauf     | Sauf     | Sauf     | Sauf     | Sauf     | Sauf     | Sauf     | Sauf     | Sauf     | Sauf     | Sauf     | Sauf     | Sauf     | Sauf     | Sauf     | Sauf     | Sauf     | Sauf     | Sauf     | Sauf     | Sauf     | Sauf     | Sauf     | Sauf     | Sauf     | Sauf     | Sauf     | Sauf     | Sauf     | Sauf     | Sauf     | Sauf     | Sauf     | Sauf     | Sauf     | Sauf     | Sauf     | Sauf     | Sauf     | Sauf     | Sauf     | Sauf     | Sauf     | Sauf     | Sauf     | Sauf     | Sauf     | Sauf     |
| Top 7    | Top 7    | Top 7    | Top 7    | Top 7    | Top 7    | Top 7    | Top 7    | Top 7    | Top 7    | Top 7    | Top 7    | Top 7    | Top 7    | Top 7    | Top 7    | Top 7    | Top 7    | Top 7    | Top 7    | Top 7    | Top 7    | Top 7    | Top 7    | Top 7    | Top 7    | Top 7    | Top 7    | Top 7    | Top 7    | Top 7    | Top 7    | Top 7    | Top 7    | Top 7    | Top 7    | Top 7    | Top 7    | Top 7    | Top 7    | Top 7    | Top 7    | Top 7    | Top 7    | Top 7    | Top 7    | Top 7    | Top 7    | Top 7    | Top 7    | Top 7    | Top 7    | Top 7    | Top 7    | Top 7    | Top 7    | Top 7    | Top 7    | Top 7    | Top 7    | Top 7    | Top 7    | Top 7    | Top 7    | Top 7    | Top 7    | Top 7    | Top 7    | Top 7    | Top 7    | Top 7    | Top 7    | Top 7    | Top 7    | Top 7    | Top 7    | Top 7    | Top 7    | Top 7    | Top 7    | Top 7    | Top 7    | Top 7    | Top 7    | Top 7    | Top 7    | Top 7    | Top 7    | Top 7    | Top 7    | Top 7    | Top 7    | Top 7    | Top 7    | Top 7    | Top 7    | Top 7    | Top 7    | Top 7    | Top 7    | Top 7    | Top 7    | Top 7    | Top 7    | Top 7    | Top 7    | Top 7    | Top 7    | Top 7    | Top 7    | Top 7    | Top 7    | Top 7    | Top 7    | Top 7    | Top 7    | Top 7    | Top 7    | Top 7    | Top 7    | Top 7    | Top 7    | Top 7    | Top 7    | Top 7    | Top 7    | Top 7    | Top 7    | Top 7    | Top 7    | Lionel Richie    | Lionel Richie    | Lionel Richie    | Lionel Richie    | Lionel Richie    | Lionel Richie    | Lionel Richie    | Lionel Richie    | Lionel Richie    | Lionel Richie    | Lionel Richie    | Lionel Richie    | Lionel Richie    | Lionel Richie    | Lionel Richie    | Lionel Richie    | Lionel Richie    | Lionel Richie    | Lionel Richie    | Lionel Richie    | Lionel Richie    | Lionel Richie    | Lionel Richie    | Lionel Richie    | Lionel Richie    | Lionel Richie    | Lionel Richie    | Lionel Richie    | Lionel Richie    | Lionel Richie    | Lionel Richie    | Lionel Richie    | Lionel Richie    | Lionel Richie    | Lionel Richie    | Lionel Richie    | Lionel Richie    | Lionel Richie    | Lionel Richie    | Lionel Richie    | Lionel Richie    | Lionel Richie    | Lionel Richie    | Lionel Richie    | Lionel Richie    | Lionel Richie    | Lionel Richie    | Lionel Richie    | Lionel Richie    | Lionel Richie    | Lionel Richie    | Lionel Richie    | Lionel Richie    | Lionel Richie    | Lionel Richie    | Lionel Richie    | Lionel Richie    | Lionel Richie    | Lionel Richie    | Lionel Richie    | Lionel Richie    | Lionel Richie    | Lionel Richie    | Lionel Richie    | Lionel Richie    | Lionel Richie    | Lionel Richie    | Lionel Richie    | Lionel Richie    | Lionel Richie    | Lionel Richie    | Lionel Richie    | Lionel Richie    | Lionel Richie    | Lionel Richie    | Lionel Richie    | Lionel Richie    | Lionel Richie    | Lionel Richie    | Lionel Richie    | Lionel Richie    | Lionel Richie    | Lionel Richie    | Lionel Richie    | Lionel Richie    | Lionel Richie    | Lionel Richie    | Lionel Richie    | Lionel Richie    | Lionel Richie    | Lionel Richie    | Lionel Richie    | Lionel Richie    | Lionel Richie    | Lionel Richie    | Lionel Richie    | Lionel Richie    | Lionel Richie    | Lionel Richie    | Lionel Richie    | Lionel Richie    | Lionel Richie    | Lionel Richie    | Lionel Richie    | Lionel Richie    | Lionel Richie    | Lionel Richie    | Lionel Richie    | Lionel Richie    | Lionel Richie    | Lionel Richie    | Lionel Richie    | Lionel Richie    | Lionel Richie    | Lionel Richie    | Lionel Richie    | Lionel Richie    | Lionel Richie    | Lionel Richie    | Lionel Richie    | Lionel Richie    | Lionel Richie    | Lionel Richie    | Lionel Richie    | Lionel Richie    | Lionel Richie    | Lionel Richie    | Lionel Richie    | Lionel Richie    | Lionel Richie    | Brick House                                       | Brick House                                       | Brick House                                       | Brick House                                       | Brick House                                       | Brick House                                       | Brick House                                       | Brick House                                       | Brick House                                       | Brick House                                       | Brick House                                       | Brick House                                       | Brick House                                       | Brick House                                       | Brick House                                       | Brick House                                       | Brick House                                       | Brick House                                       | Brick House                                       | Brick House                                       | Brick House                                       | Brick House                                       | Brick House                                       | Brick House                                       | Brick House                                       | Brick House                                       | Brick House                                       | Brick House                                       | Brick House                                       | Brick House                                       | Brick House                                       | Brick House                                       | Brick House                                       | Brick House                                       | Brick House                                       | Brick House                                       | Brick House                                       | Brick House                                       | Brick House                                       | Brick House                                       | Brick House                                       | Brick House                                       | Brick House                                       | Brick House                                       | Brick House                                       | Brick House                                       | Brick House                                       | Brick House                                       | Brick House                                       | Brick House                                       | Brick House                                       | Brick House                                       | Brick House                                       | Brick House                                       | Brick House                                       | Brick House                                       | Brick House                                       | Brick House                                       | Brick House                                       | Brick House                                       | Brick House                                       | Brick House                                       | Brick House                                       | Brick House                                       | Brick House                                       | Brick House                                       | Brick House                                       | Brick House                                       | Brick House                                       | Brick House                                       | Brick House                                       | Brick House                                       | Brick House                                       | Brick House                                       | Brick House                                       | Brick House                                       | Brick House                                       | Brick House                                       | Brick House                                       | Brick House                                       | Brick House                                       | Brick House                                       | Brick House                                       | Brick House                                       | Brick House                                       | Brick House                                       | Brick House                                       | Brick House                                       | Brick House                                       | Brick House                                       | Brick House                                       | Brick House                                       | Brick House                                       | Brick House                                       | Brick House                                       | Brick House                                       | Brick House                                       | Brick House                                       | Brick House                                       | Brick House                                       | Brick House                                       | Brick House                                       | Brick House                                       | Brick House                                       | Brick House                                       | Brick House                                       | Brick House                                       | Brick House                                       | Brick House                                       | Brick House                                       | Brick House                                       | Brick House                                       | Brick House                                       | Brick House                                       | Brick House                                       | Brick House                                       | Brick House                                       | Brick House                                       | Brick House                                       | Brick House                                       | Brick House                                       | Brick House                                       | Brick House                                       | Brick House                                       | Brick House                                       | Brick House                                       | Brick House                                       | Brick House                                       | Brick House                                       | Brick House                                       | Lionel Richie                              | Lionel Richie                              | Lionel Richie                              | Lionel Richie                              | Lionel Richie                              | Lionel Richie                              | Lionel Richie                              | Lionel Richie                              | Lionel Richie                              | Lionel Richie                              | Lionel Richie                              | Lionel Richie                              | Lionel Richie                              | Lionel Richie                              | Lionel Richie                              | Lionel Richie                              | Lionel Richie                              | Lionel Richie                              | Lionel Richie                              | Lionel Richie                              | Lionel Richie                              | Lionel Richie                              | Lionel Richie                              | Lionel Richie                              | Lionel Richie                              | Lionel Richie                              | Lionel Richie                              | Lionel Richie                              | Lionel Richie                              | Lionel Richie                              | Lionel Richie                              | Lionel Richie                              | Lionel Richie                              | Lionel Richie                              | Lionel Richie                              | Lionel Richie                              | Lionel Richie                              | Lionel Richie                              | Lionel Richie                              | Lionel Richie                              | Lionel Richie                              | Lionel Richie                              | Lionel Richie                              | Lionel Richie                              | Lionel Richie                              | Lionel Richie                              | Lionel Richie                              | Lionel Richie                              | Lionel Richie                              | Lionel Richie                              | Lionel Richie                              | Lionel Richie                              | Lionel Richie                              | Lionel Richie                              | Lionel Richie                              | Lionel Richie                              | Lionel Richie                              | Lionel Richie                              | Lionel Richie                              | Lionel Richie                              | Lionel Richie                              | Lionel Richie                              | Lionel Richie                              | Lionel Richie                              | Lionel Richie                              | Lionel Richie                              | Lionel Richie                              | Lionel Richie                              | Lionel Richie                              | Lionel Richie                              | Lionel Richie                              | Lionel Richie                              | Lionel Richie                              | Lionel Richie                              | Lionel Richie                              | Lionel Richie                              | Lionel Richie                              | Lionel Richie                              | Lionel Richie                              | Lionel Richie                              | Lionel Richie                              | Lionel Richie                              | Lionel Richie                              | Lionel Richie                              | Lionel Richie                              | Lionel Richie                              | Lionel Richie                              | Lionel Richie                              | Lionel Richie                              | Lionel Richie                              | Lionel Richie                              | Lionel Richie                              | Lionel Richie                              | Lionel Richie                              | Lionel Richie                              | Lionel Richie                              | Lionel Richie                              | Lionel Richie                              | Lionel Richie                              | Lionel Richie                              | Lionel Richie                              | Lionel Richie                              | Lionel Richie                              | Lionel Richie                              | Lionel Richie                              | Lionel Richie                              | Lionel Richie                              | Lionel Richie                              | Lionel Richie                              | Lionel Richie                              | Lionel Richie                              | Lionel Richie                              | Lionel Richie                              | Lionel Richie                              | Lionel Richie                              | Lionel Richie                              | Lionel Richie                              | Lionel Richie                              | Lionel Richie                              | Lionel Richie                              | Lionel Richie                              | Lionel Richie                              | Lionel Richie                              | Lionel Richie                              | Lionel Richie                              | Lionel Richie                              | Lionel Richie                              | Lionel Richie                              | Lionel Richie                              | Lionel Richie                              | Sauf     | Sauf     | Sauf     | Sauf     | Sauf     | Sauf     | Sauf     | Sauf     | Sauf     | Sauf     | Sauf     | Sauf     | Sauf     | Sauf     | Sauf     | Sauf     | Sauf     | Sauf     | Sauf     | Sauf     | Sauf     | Sauf     | Sauf     | Sauf     | Sauf     | Sauf     | Sauf     | Sauf     | Sauf     | Sauf     | Sauf     | Sauf     | Sauf     | Sauf     | Sauf     | Sauf     | Sauf     | Sauf     | Sauf     | Sauf     | Sauf     | Sauf     | Sauf     | Sauf     | Sauf     | Sauf     | Sauf     | Sauf     | Sauf     | Sauf     | Sauf     | Sauf     | Sauf     | Sauf     | Sauf     | Sauf     | Sauf     | Sauf     | Sauf     | Sauf     | Sauf     | Sauf     | Sauf     | Sauf     | Sauf     | Sauf     | Sauf     | Sauf     | Sauf     | Sauf     | Sauf     | Sauf     | Sauf     | Sauf     | Sauf     | Sauf     | Sauf     | Sauf     | Sauf     | Sauf     | Sauf     | Sauf     | Sauf     | Sauf     | Sauf     | Sauf     | Sauf     | Sauf     | Sauf     | Sauf     | Sauf     | Sauf     | Sauf     | Sauf     | Sauf     | Sauf     | Sauf     | Sauf     | Sauf     | Sauf     | Sauf     | Sauf     | Sauf     | Sauf     | Sauf     | Sauf     | Sauf     | Sauf     | Sauf     | Sauf     | Sauf     | Sauf     | Sauf     | Sauf     | Sauf     | Sauf     | Sauf     | Sauf     | Sauf     | Sauf     | Sauf     | Sauf     | Sauf     | Sauf     | Sauf     | Sauf     | Sauf     | Sauf     | Sauf     | Sauf     |
| Top 6    | Top 6    | Top 6    | Top 6    | Top 6    | Top 6    | Top 6    | Top 6    | Top 6    | Top 6    | Top 6    | Top 6    | Top 6    | Top 6    | Top 6    | Top 6    | Top 6    | Top 6    | Top 6    | Top 6    | Top 6    | Top 6    | Top 6    | Top 6    | Top 6    | Top 6    | Top 6    | Top 6    | Top 6    | Top 6    | Top 6    | Top 6    | Top 6    | Top 6    | Top 6    | Top 6    | Top 6    | Top 6    | Top 6    | Top 6    | Top 6    | Top 6    | Top 6    | Top 6    | Top 6    | Top 6    | Top 6    | Top 6    | Top 6    | Top 6    | Top 6    | Top 6    | Top 6    | Top 6    | Top 6    | Top 6    | Top 6    | Top 6    | Top 6    | Top 6    | Top 6    | Top 6    | Top 6    | Top 6    | Top 6    | Top 6    | Top 6    | Top 6    | Top 6    | Top 6    | Top 6    | Top 6    | Top 6    | Top 6    | Top 6    | Top 6    | Top 6    | Top 6    | Top 6    | Top 6    | Top 6    | Top 6    | Top 6    | Top 6    | Top 6    | Top 6    | Top 6    | Top 6    | Top 6    | Top 6    | Top 6    | Top 6    | Top 6    | Top 6    | Top 6    | Top 6    | Top 6    | Top 6    | Top 6    | Top 6    | Top 6    | Top 6    | Top 6    | Top 6    | Top 6    | Top 6    | Top 6    | Top 6    | Top 6    | Top 6    | Top 6    | Top 6    | Top 6    | Top 6    | Top 6    | Top 6    | Top 6    | Top 6    | Top 6    | Top 6    | Top 6    | Top 6    | Top 6    | Top 6    | Top 6    | Top 6    | Top 6    | Top 6    | Top 6    | Top 6    | Gordon Lightfoot | Gordon Lightfoot | Gordon Lightfoot | Gordon Lightfoot | Gordon Lightfoot | Gordon Lightfoot | Gordon Lightfoot | Gordon Lightfoot | Gordon Lightfoot | Gordon Lightfoot | Gordon Lightfoot | Gordon Lightfoot | Gordon Lightfoot | Gordon Lightfoot | Gordon Lightfoot | Gordon Lightfoot | Gordon Lightfoot | Gordon Lightfoot | Gordon Lightfoot | Gordon Lightfoot | Gordon Lightfoot | Gordon Lightfoot | Gordon Lightfoot | Gordon Lightfoot | Gordon Lightfoot | Gordon Lightfoot | Gordon Lightfoot | Gordon Lightfoot | Gordon Lightfoot | Gordon Lightfoot | Gordon Lightfoot | Gordon Lightfoot | Gordon Lightfoot | Gordon Lightfoot | Gordon Lightfoot | Gordon Lightfoot | Gordon Lightfoot | Gordon Lightfoot | Gordon Lightfoot | Gordon Lightfoot | Gordon Lightfoot | Gordon Lightfoot | Gordon Lightfoot | Gordon Lightfoot | Gordon Lightfoot | Gordon Lightfoot | Gordon Lightfoot | Gordon Lightfoot | Gordon Lightfoot | Gordon Lightfoot | Gordon Lightfoot | Gordon Lightfoot | Gordon Lightfoot | Gordon Lightfoot | Gordon Lightfoot | Gordon Lightfoot | Gordon Lightfoot | Gordon Lightfoot | Gordon Lightfoot | Gordon Lightfoot | Gordon Lightfoot | Gordon Lightfoot | Gordon Lightfoot | Gordon Lightfoot | Gordon Lightfoot | Gordon Lightfoot | Gordon Lightfoot | Gordon Lightfoot | Gordon Lightfoot | Gordon Lightfoot | Gordon Lightfoot | Gordon Lightfoot | Gordon Lightfoot | Gordon Lightfoot | Gordon Lightfoot | Gordon Lightfoot | Gordon Lightfoot | Gordon Lightfoot | Gordon Lightfoot | Gordon Lightfoot | Gordon Lightfoot | Gordon Lightfoot | Gordon Lightfoot | Gordon Lightfoot | Gordon Lightfoot | Gordon Lightfoot | Gordon Lightfoot | Gordon Lightfoot | Gordon Lightfoot | Gordon Lightfoot | Gordon Lightfoot | Gordon Lightfoot | Gordon Lightfoot | Gordon Lightfoot | Gordon Lightfoot | Gordon Lightfoot | Gordon Lightfoot | Gordon Lightfoot | Gordon Lightfoot | Gordon Lightfoot | Gordon Lightfoot | Gordon Lightfoot | Gordon Lightfoot | Gordon Lightfoot | Gordon Lightfoot | Gordon Lightfoot | Gordon Lightfoot | Gordon Lightfoot | Gordon Lightfoot | Gordon Lightfoot | Gordon Lightfoot | Gordon Lightfoot | Gordon Lightfoot | Gordon Lightfoot | Gordon Lightfoot | Gordon Lightfoot | Gordon Lightfoot | Gordon Lightfoot | Gordon Lightfoot | Gordon Lightfoot | Gordon Lightfoot | Gordon Lightfoot | Gordon Lightfoot | Gordon Lightfoot | Gordon Lightfoot | Gordon Lightfoot | Gordon Lightfoot | Gordon Lightfoot | Gordon Lightfoot | Gordon Lightfoot | Sundown                                           | Sundown                                           | Sundown                                           | Sundown                                           | Sundown                                           | Sundown                                           | Sundown                                           | Sundown                                           | Sundown                                           | Sundown                                           | Sundown                                           | Sundown                                           | Sundown                                           | Sundown                                           | Sundown                                           | Sundown                                           | Sundown                                           | Sundown                                           | Sundown                                           | Sundown                                           | Sundown                                           | Sundown                                           | Sundown                                           | Sundown                                           | Sundown                                           | Sundown                                           | Sundown                                           | Sundown                                           | Sundown                                           | Sundown                                           | Sundown                                           | Sundown                                           | Sundown                                           | Sundown                                           | Sundown                                           | Sundown                                           | Sundown                                           | Sundown                                           | Sundown                                           | Sundown                                           | Sundown                                           | Sundown                                           | Sundown                                           | Sundown                                           | Sundown                                           | Sundown                                           | Sundown                                           | Sundown                                           | Sundown                                           | Sundown                                           | Sundown                                           | Sundown                                           | Sundown                                           | Sundown                                           | Sundown                                           | Sundown                                           | Sundown                                           | Sundown                                           | Sundown                                           | Sundown                                           | Sundown                                           | Sundown                                           | Sundown                                           | Sundown                                           | Sundown                                           | Sundown                                           | Sundown                                           | Sundown                                           | Sundown                                           | Sundown                                           | Sundown                                           | Sundown                                           | Sundown                                           | Sundown                                           | Sundown                                           | Sundown                                           | Sundown                                           | Sundown                                           | Sundown                                           | Sundown                                           | Sundown                                           | Sundown                                           | Sundown                                           | Sundown                                           | Sundown                                           | Sundown                                           | Sundown                                           | Sundown                                           | Sundown                                           | Sundown                                           | Sundown                                           | Sundown                                           | Sundown                                           | Sundown                                           | Sundown                                           | Sundown                                           | Sundown                                           | Sundown                                           | Sundown                                           | Sundown                                           | Sundown                                           | Sundown                                           | Sundown                                           | Sundown                                           | Sundown                                           | Sundown                                           | Sundown                                           | Sundown                                           | Sundown                                           | Sundown                                           | Sundown                                           | Sundown                                           | Sundown                                           | Sundown                                           | Sundown                                           | Sundown                                           | Sundown                                           | Sundown                                           | Sundown                                           | Sundown                                           | Sundown                                           | Sundown                                           | Sundown                                           | Sundown                                           | Sundown                                           | Sundown                                           | Sundown                                           | Sundown                                           | Sundown                                           | Sundown                                           | Gordon Lightfoot                           | Gordon Lightfoot                           | Gordon Lightfoot                           | Gordon Lightfoot                           | Gordon Lightfoot                           | Gordon Lightfoot                           | Gordon Lightfoot                           | Gordon Lightfoot                           | Gordon Lightfoot                           | Gordon Lightfoot                           | Gordon Lightfoot                           | Gordon Lightfoot                           | Gordon Lightfoot                           | Gordon Lightfoot                           | Gordon Lightfoot                           | Gordon Lightfoot                           | Gordon Lightfoot                           | Gordon Lightfoot                           | Gordon Lightfoot                           | Gordon Lightfoot                           | Gordon Lightfoot                           | Gordon Lightfoot                           | Gordon Lightfoot                           | Gordon Lightfoot                           | Gordon Lightfoot                           | Gordon Lightfoot                           | Gordon Lightfoot                           | Gordon Lightfoot                           | Gordon Lightfoot                           | Gordon Lightfoot                           | Gordon Lightfoot                           | Gordon Lightfoot                           | Gordon Lightfoot                           | Gordon Lightfoot                           | Gordon Lightfoot                           | Gordon Lightfoot                           | Gordon Lightfoot                           | Gordon Lightfoot                           | Gordon Lightfoot                           | Gordon Lightfoot                           | Gordon Lightfoot                           | Gordon Lightfoot                           | Gordon Lightfoot                           | Gordon Lightfoot                           | Gordon Lightfoot                           | Gordon Lightfoot                           | Gordon Lightfoot                           | Gordon Lightfoot                           | Gordon Lightfoot                           | Gordon Lightfoot                           | Gordon Lightfoot                           | Gordon Lightfoot                           | Gordon Lightfoot                           | Gordon Lightfoot                           | Gordon Lightfoot                           | Gordon Lightfoot                           | Gordon Lightfoot                           | Gordon Lightfoot                           | Gordon Lightfoot                           | Gordon Lightfoot                           | Gordon Lightfoot                           | Gordon Lightfoot                           | Gordon Lightfoot                           | Gordon Lightfoot                           | Gordon Lightfoot                           | Gordon Lightfoot                           | Gordon Lightfoot                           | Gordon Lightfoot                           | Gordon Lightfoot                           | Gordon Lightfoot                           | Gordon Lightfoot                           | Gordon Lightfoot                           | Gordon Lightfoot                           | Gordon Lightfoot                           | Gordon Lightfoot                           | Gordon Lightfoot                           | Gordon Lightfoot                           | Gordon Lightfoot                           | Gordon Lightfoot                           | Gordon Lightfoot                           | Gordon Lightfoot                           | Gordon Lightfoot                           | Gordon Lightfoot                           | Gordon Lightfoot                           | Gordon Lightfoot                           | Gordon Lightfoot                           | Gordon Lightfoot                           | Gordon Lightfoot                           | Gordon Lightfoot                           | Gordon Lightfoot                           | Gordon Lightfoot                           | Gordon Lightfoot                           | Gordon Lightfoot                           | Gordon Lightfoot                           | Gordon Lightfoot                           | Gordon Lightfoot                           | Gordon Lightfoot                           | Gordon Lightfoot                           | Gordon Lightfoot                           | Gordon Lightfoot                           | Gordon Lightfoot                           | Gordon Lightfoot                           | Gordon Lightfoot                           | Gordon Lightfoot                           | Gordon Lightfoot                           | Gordon Lightfoot                           | Gordon Lightfoot                           | Gordon Lightfoot                           | Gordon Lightfoot                           | Gordon Lightfoot                           | Gordon Lightfoot                           | Gordon Lightfoot                           | Gordon Lightfoot                           | Gordon Lightfoot                           | Gordon Lightfoot                           | Gordon Lightfoot                           | Gordon Lightfoot                           | Gordon Lightfoot                           | Gordon Lightfoot                           | Gordon Lightfoot                           | Gordon Lightfoot                           | Gordon Lightfoot                           | Gordon Lightfoot                           | Gordon Lightfoot                           | Gordon Lightfoot                           | Gordon Lightfoot                           | Gordon Lightfoot                           | Gordon Lightfoot                           | Gordon Lightfoot                           | Gordon Lightfoot                           | Bouton 2 | Bouton 2 | Bouton 2 | Bouton 2 | Bouton 2 | Bouton 2 | Bouton 2 | Bouton 2 | Bouton 2 | Bouton 2 | Bouton 2 | Bouton 2 | Bouton 2 | Bouton 2 | Bouton 2 | Bouton 2 | Bouton 2 | Bouton 2 | Bouton 2 | Bouton 2 | Bouton 2 | Bouton 2 | Bouton 2 | Bouton 2 | Bouton 2 | Bouton 2 | Bouton 2 | Bouton 2 | Bouton 2 | Bouton 2 | Bouton 2 | Bouton 2 | Bouton 2 | Bouton 2 | Bouton 2 | Bouton 2 | Bouton 2 | Bouton 2 | Bouton 2 | Bouton 2 | Bouton 2 | Bouton 2 | Bouton 2 | Bouton 2 | Bouton 2 | Bouton 2 | Bouton 2 | Bouton 2 | Bouton 2 | Bouton 2 | Bouton 2 | Bouton 2 | Bouton 2 | Bouton 2 | Bouton 2 | Bouton 2 | Bouton 2 | Bouton 2 | Bouton 2 | Bouton 2 | Bouton 2 | Bouton 2 | Bouton 2 | Bouton 2 | Bouton 2 | Bouton 2 | Bouton 2 | Bouton 2 | Bouton 2 | Bouton 2 | Bouton 2 | Bouton 2 | Bouton 2 | Bouton 2 | Bouton 2 | Bouton 2 | Bouton 2 | Bouton 2 | Bouton 2 | Bouton 2 | Bouton 2 | Bouton 2 | Bouton 2 | Bouton 2 | Bouton 2 | Bouton 2 | Bouton 2 | Bouton 2 | Bouton 2 | Bouton 2 | Bouton 2 | Bouton 2 | Bouton 2 | Bouton 2 | Bouton 2 | Bouton 2 | Bouton 2 | Bouton 2 | Bouton 2 | Bouton 2 | Bouton 2 | Bouton 2 | Bouton 2 | Bouton 2 | Bouton 2 | Bouton 2 | Bouton 2 | Bouton 2 | Bouton 2 | Bouton 2 | Bouton 2 | Bouton 2 | Bouton 2 | Bouton 2 | Bouton 2 | Bouton 2 | Bouton 2 | Bouton 2 | Bouton 2 | Bouton 2 | Bouton 2 | Bouton 2 | Bouton 2 | Bouton 2 | Bouton 2 | Bouton 2 | Bouton 2 | Bouton 2 | Bouton 2 | Bouton 2 |
| Top 5    | Top 5    | Top 5    | Top 5    | Top 5    | Top 5    | Top 5    | Top 5    | Top 5    | Top 5    | Top 5    | Top 5    | Top 5    | Top 5    | Top 5    | Top 5    | Top 5    | Top 5    | Top 5    | Top 5    | Top 5    | Top 5    | Top 5    | Top 5    | Top 5    | Top 5    | Top 5    | Top 5    | Top 5    | Top 5    | Top 5    | Top 5    | Top 5    | Top 5    | Top 5    | Top 5    | Top 5    | Top 5    | Top 5    | Top 5    | Top 5    | Top 5    | Top 5    | Top 5    | Top 5    | Top 5    | Top 5    | Top 5    | Top 5    | Top 5    | Top 5    | Top 5    | Top 5    | Top 5    | Top 5    | Top 5    | Top 5    | Top 5    | Top 5    | Top 5    | Top 5    | Top 5    | Top 5    | Top 5    | Top 5    | Top 5    | Top 5    | Top 5    | Top 5    | Top 5    | Top 5    | Top 5    | Top 5    | Top 5    | Top 5    | Top 5    | Top 5    | Top 5    | Top 5    | Top 5    | Top 5    | Top 5    | Top 5    | Top 5    | Top 5    | Top 5    | Top 5    | Top 5    | Top 5    | Top 5    | Top 5    | Top 5    | Top 5    | Top 5    | Top 5    | Top 5    | Top 5    | Top 5    | Top 5    | Top 5    | Top 5    | Top 5    | Top 5    | Top 5    | Top 5    | Top 5    | Top 5    | Top 5    | Top 5    | Top 5    | Top 5    | Top 5    | Top 5    | Top 5    | Top 5    | Top 5    | Top 5    | Top 5    | Top 5    | Top 5    | Top 5    | Top 5    | Top 5    | Top 5    | Top 5    | Top 5    | Top 5    | Top 5    | Top 5    | Top 5    | Hits estivaux    | Hits estivaux    | Hits estivaux    | Hits estivaux    | Hits estivaux    | Hits estivaux    | Hits estivaux    | Hits estivaux    | Hits estivaux    | Hits estivaux    | Hits estivaux    | Hits estivaux    | Hits estivaux    | Hits estivaux    | Hits estivaux    | Hits estivaux    | Hits estivaux    | Hits estivaux    | Hits estivaux    | Hits estivaux    | Hits estivaux    | Hits estivaux    | Hits estivaux    | Hits estivaux    | Hits estivaux    | Hits estivaux    | Hits estivaux    | Hits estivaux    | Hits estivaux    | Hits estivaux    | Hits estivaux    | Hits estivaux    | Hits estivaux    | Hits estivaux    | Hits estivaux    | Hits estivaux    | Hits estivaux    | Hits estivaux    | Hits estivaux    | Hits estivaux    | Hits estivaux    | Hits estivaux    | Hits estivaux    | Hits estivaux    | Hits estivaux    | Hits estivaux    | Hits estivaux    | Hits estivaux    | Hits estivaux    | Hits estivaux    | Hits estivaux    | Hits estivaux    | Hits estivaux    | Hits estivaux    | Hits estivaux    | Hits estivaux    | Hits estivaux    | Hits estivaux    | Hits estivaux    | Hits estivaux    | Hits estivaux    | Hits estivaux    | Hits estivaux    | Hits estivaux    | Hits estivaux    | Hits estivaux    | Hits estivaux    | Hits estivaux    | Hits estivaux    | Hits estivaux    | Hits estivaux    | Hits estivaux    | Hits estivaux    | Hits estivaux    | Hits estivaux    | Hits estivaux    | Hits estivaux    | Hits estivaux    | Hits estivaux    | Hits estivaux    | Hits estivaux    | Hits estivaux    | Hits estivaux    | Hits estivaux    | Hits estivaux    | Hits estivaux    | Hits estivaux    | Hits estivaux    | Hits estivaux    | Hits estivaux    | Hits estivaux    | Hits estivaux    | Hits estivaux    | Hits estivaux    | Hits estivaux    | Hits estivaux    | Hits estivaux    | Hits estivaux    | Hits estivaux    | Hits estivaux    | Hits estivaux    | Hits estivaux    | Hits estivaux    | Hits estivaux    | Hits estivaux    | Hits estivaux    | Hits estivaux    | Hits estivaux    | Hits estivaux    | Hits estivaux    | Hits estivaux    | Hits estivaux    | Hits estivaux    | Hits estivaux    | Hits estivaux    | Hits estivaux    | Hits estivaux    | Hits estivaux    | Hits estivaux    | Hits estivaux    | Hits estivaux    | Hits estivaux    | Hits estivaux    | Hits estivaux    | Hits estivaux    | Hits estivaux    | Hits estivaux    | Hits estivaux    | Hits estivaux    | Hits estivaux    | I Don't Want To Miss A Thing                      | I Don't Want To Miss A Thing                      | I Don't Want To Miss A Thing                      | I Don't Want To Miss A Thing                      | I Don't Want To Miss A Thing                      | I Don't Want To Miss A Thing                      | I Don't Want To Miss A Thing                      | I Don't Want To Miss A Thing                      | I Don't Want To Miss A Thing                      | I Don't Want To Miss A Thing                      | I Don't Want To Miss A Thing                      | I Don't Want To Miss A Thing                      | I Don't Want To Miss A Thing                      | I Don't Want To Miss A Thing                      | I Don't Want To Miss A Thing                      | I Don't Want To Miss A Thing                      | I Don't Want To Miss A Thing                      | I Don't Want To Miss A Thing                      | I Don't Want To Miss A Thing                      | I Don't Want To Miss A Thing                      | I Don't Want To Miss A Thing                      | I Don't Want To Miss A Thing                      | I Don't Want To Miss A Thing                      | I Don't Want To Miss A Thing                      | I Don't Want To Miss A Thing                      | I Don't Want To Miss A Thing                      | I Don't Want To Miss A Thing                      | I Don't Want To Miss A Thing                      | I Don't Want To Miss A Thing                      | I Don't Want To Miss A Thing                      | I Don't Want To Miss A Thing                      | I Don't Want To Miss A Thing                      | I Don't Want To Miss A Thing                      | I Don't Want To Miss A Thing                      | I Don't Want To Miss A Thing                      | I Don't Want To Miss A Thing                      | I Don't Want To Miss A Thing                      | I Don't Want To Miss A Thing                      | I Don't Want To Miss A Thing                      | I Don't Want To Miss A Thing                      | I Don't Want To Miss A Thing                      | I Don't Want To Miss A Thing                      | I Don't Want To Miss A Thing                      | I Don't Want To Miss A Thing                      | I Don't Want To Miss A Thing                      | I Don't Want To Miss A Thing                      | I Don't Want To Miss A Thing                      | I Don't Want To Miss A Thing                      | I Don't Want To Miss A Thing                      | I Don't Want To Miss A Thing                      | I Don't Want To Miss A Thing                      | I Don't Want To Miss A Thing                      | I Don't Want To Miss A Thing                      | I Don't Want To Miss A Thing                      | I Don't Want To Miss A Thing                      | I Don't Want To Miss A Thing                      | I Don't Want To Miss A Thing                      | I Don't Want To Miss A Thing                      | I Don't Want To Miss A Thing                      | I Don't Want To Miss A Thing                      | I Don't Want To Miss A Thing                      | I Don't Want To Miss A Thing                      | I Don't Want To Miss A Thing                      | I Don't Want To Miss A Thing                      | I Don't Want To Miss A Thing                      | I Don't Want To Miss A Thing                      | I Don't Want To Miss A Thing                      | I Don't Want To Miss A Thing                      | I Don't Want To Miss A Thing                      | I Don't Want To Miss A Thing                      | I Don't Want To Miss A Thing                      | I Don't Want To Miss A Thing                      | I Don't Want To Miss A Thing                      | I Don't Want To Miss A Thing                      | I Don't Want To Miss A Thing                      | I Don't Want To Miss A Thing                      | I Don't Want To Miss A Thing                      | I Don't Want To Miss A Thing                      | I Don't Want To Miss A Thing                      | I Don't Want To Miss A Thing                      | I Don't Want To Miss A Thing                      | I Don't Want To Miss A Thing                      | I Don't Want To Miss A Thing                      | I Don't Want To Miss A Thing                      | I Don't Want To Miss A Thing                      | I Don't Want To Miss A Thing                      | I Don't Want To Miss A Thing                      | I Don't Want To Miss A Thing                      | I Don't Want To Miss A Thing                      | I Don't Want To Miss A Thing                      | I Don't Want To Miss A Thing                      | I Don't Want To Miss A Thing                      | I Don't Want To Miss A Thing                      | I Don't Want To Miss A Thing                      | I Don't Want To Miss A Thing                      | I Don't Want To Miss A Thing                      | I Don't Want To Miss A Thing                      | I Don't Want To Miss A Thing                      | I Don't Want To Miss A Thing                      | I Don't Want To Miss A Thing                      | I Don't Want To Miss A Thing                      | I Don't Want To Miss A Thing                      | I Don't Want To Miss A Thing                      | I Don't Want To Miss A Thing                      | I Don't Want To Miss A Thing                      | I Don't Want To Miss A Thing                      | I Don't Want To Miss A Thing                      | I Don't Want To Miss A Thing                      | I Don't Want To Miss A Thing                      | I Don't Want To Miss A Thing                      | I Don't Want To Miss A Thing                      | I Don't Want To Miss A Thing                      | I Don't Want To Miss A Thing                      | I Don't Want To Miss A Thing                      | I Don't Want To Miss A Thing                      | I Don't Want To Miss A Thing                      | I Don't Want To Miss A Thing                      | I Don't Want To Miss A Thing                      | I Don't Want To Miss A Thing                      | I Don't Want To Miss A Thing                      | I Don't Want To Miss A Thing                      | I Don't Want To Miss A Thing                      | I Don't Want To Miss A Thing                      | I Don't Want To Miss A Thing                      | I Don't Want To Miss A Thing                      | I Don't Want To Miss A Thing                      | I Don't Want To Miss A Thing                      | I Don't Want To Miss A Thing                      | I Don't Want To Miss A Thing                      | I Don't Want To Miss A Thing                      | Aerosmith                                  | Aerosmith                                  | Aerosmith                                  | Aerosmith                                  | Aerosmith                                  | Aerosmith                                  | Aerosmith                                  | Aerosmith                                  | Aerosmith                                  | Aerosmith                                  | Aerosmith                                  | Aerosmith                                  | Aerosmith                                  | Aerosmith                                  | Aerosmith                                  | Aerosmith                                  | Aerosmith                                  | Aerosmith                                  | Aerosmith                                  | Aerosmith                                  | Aerosmith                                  | Aerosmith                                  | Aerosmith                                  | Aerosmith                                  | Aerosmith                                  | Aerosmith                                  | Aerosmith                                  | Aerosmith                                  | Aerosmith                                  | Aerosmith                                  | Aerosmith                                  | Aerosmith                                  | Aerosmith                                  | Aerosmith                                  | Aerosmith                                  | Aerosmith                                  | Aerosmith                                  | Aerosmith                                  | Aerosmith                                  | Aerosmith                                  | Aerosmith                                  | Aerosmith                                  | Aerosmith                                  | Aerosmith                                  | Aerosmith                                  | Aerosmith                                  | Aerosmith                                  | Aerosmith                                  | Aerosmith                                  | Aerosmith                                  | Aerosmith                                  | Aerosmith                                  | Aerosmith                                  | Aerosmith                                  | Aerosmith                                  | Aerosmith                                  | Aerosmith                                  | Aerosmith                                  | Aerosmith                                  | Aerosmith                                  | Aerosmith                                  | Aerosmith                                  | Aerosmith                                  | Aerosmith                                  | Aerosmith                                  | Aerosmith                                  | Aerosmith                                  | Aerosmith                                  | Aerosmith                                  | Aerosmith                                  | Aerosmith                                  | Aerosmith                                  | Aerosmith                                  | Aerosmith                                  | Aerosmith                                  | Aerosmith                                  | Aerosmith                                  | Aerosmith                                  | Aerosmith                                  | Aerosmith                                  | Aerosmith                                  | Aerosmith                                  | Aerosmith                                  | Aerosmith                                  | Aerosmith                                  | Aerosmith                                  | Aerosmith                                  | Aerosmith                                  | Aerosmith                                  | Aerosmith                                  | Aerosmith                                  | Aerosmith                                  | Aerosmith                                  | Aerosmith                                  | Aerosmith                                  | Aerosmith                                  | Aerosmith                                  | Aerosmith                                  | Aerosmith                                  | Aerosmith                                  | Aerosmith                                  | Aerosmith                                  | Aerosmith                                  | Aerosmith                                  | Aerosmith                                  | Aerosmith                                  | Aerosmith                                  | Aerosmith                                  | Aerosmith                                  | Aerosmith                                  | Aerosmith                                  | Aerosmith                                  | Aerosmith                                  | Aerosmith                                  | Aerosmith                                  | Aerosmith                                  | Aerosmith                                  | Aerosmith                                  | Aerosmith                                  | Aerosmith                                  | Aerosmith                                  | Aerosmith                                  | Aerosmith                                  | Aerosmith                                  | Aerosmith                                  | Aerosmith                                  | Aerosmith                                  | Aerosmith                                  | Aerosmith                                  | Aerosmith                                  | Sauf     | Sauf     | Sauf     | Sauf     | Sauf     | Sauf     | Sauf     | Sauf     | Sauf     | Sauf     | Sauf     | Sauf     | Sauf     | Sauf     | Sauf     | Sauf     | Sauf     | Sauf     | Sauf     | Sauf     | Sauf     | Sauf     | Sauf     | Sauf     | Sauf     | Sauf     | Sauf     | Sauf     | Sauf     | Sauf     | Sauf     | Sauf     | Sauf     | Sauf     | Sauf     | Sauf     | Sauf     | Sauf     | Sauf     | Sauf     | Sauf     | Sauf     | Sauf     | Sauf     | Sauf     | Sauf     | Sauf     | Sauf     | Sauf     | Sauf     | Sauf     | Sauf     | Sauf     | Sauf     | Sauf     | Sauf     | Sauf     | Sauf     | Sauf     | Sauf     | Sauf     | Sauf     | Sauf     | Sauf     | Sauf     | Sauf     | Sauf     | Sauf     | Sauf     | Sauf     | Sauf     | Sauf     | Sauf     | Sauf     | Sauf     | Sauf     | Sauf     | Sauf     | Sauf     | Sauf     | Sauf     | Sauf     | Sauf     | Sauf     | Sauf     | Sauf     | Sauf     | Sauf     | Sauf     | Sauf     | Sauf     | Sauf     | Sauf     | Sauf     | Sauf     | Sauf     | Sauf     | Sauf     | Sauf     | Sauf     | Sauf     | Sauf     | Sauf     | Sauf     | Sauf     | Sauf     | Sauf     | Sauf     | Sauf     | Sauf     | Sauf     | Sauf     | Sauf     | Sauf     | Sauf     | Sauf     | Sauf     | Sauf     | Sauf     | Sauf     | Sauf     | Sauf     | Sauf     | Sauf     | Sauf     | Sauf     | Sauf     | Sauf     | Sauf     | Sauf     |
| Top 4    | Top 4    | Top 4    | Top 4    | Top 4    | Top 4    | Top 4    | Top 4    | Top 4    | Top 4    | Top 4    | Top 4    | Top 4    | Top 4    | Top 4    | Top 4    | Top 4    | Top 4    | Top 4    | Top 4    | Top 4    | Top 4    | Top 4    | Top 4    | Top 4    | Top 4    | Top 4    | Top 4    | Top 4    | Top 4    | Top 4    | Top 4    | Top 4    | Top 4    | Top 4    | Top 4    | Top 4    | Top 4    | Top 4    | Top 4    | Top 4    | Top 4    | Top 4    | Top 4    | Top 4    | Top 4    | Top 4    | Top 4    | Top 4    | Top 4    | Top 4    | Top 4    | Top 4    | Top 4    | Top 4    | Top 4    | Top 4    | Top 4    | Top 4    | Top 4    | Top 4    | Top 4    | Top 4    | Top 4    | Top 4    | Top 4    | Top 4    | Top 4    | Top 4    | Top 4    | Top 4    | Top 4    | Top 4    | Top 4    | Top 4    | Top 4    | Top 4    | Top 4    | Top 4    | Top 4    | Top 4    | Top 4    | Top 4    | Top 4    | Top 4    | Top 4    | Top 4    | Top 4    | Top 4    | Top 4    | Top 4    | Top 4    | Top 4    | Top 4    | Top 4    | Top 4    | Top 4    | Top 4    | Top 4    | Top 4    | Top 4    | Top 4    | Top 4    | Top 4    | Top 4    | Top 4    | Top 4    | Top 4    | Top 4    | Top 4    | Top 4    | Top 4    | Top 4    | Top 4    | Top 4    | Top 4    | Top 4    | Top 4    | Top 4    | Top 4    | Top 4    | Top 4    | Top 4    | Top 4    | Top 4    | Top 4    | Top 4    | Top 4    | Top 4    | Top 4    | Standards        | Standards        | Standards        | Standards        | Standards        | Standards        | Standards        | Standards        | Standards        | Standards        | Standards        | Standards        | Standards        | Standards        | Standards        | Standards        | Standards        | Standards        | Standards        | Standards        | Standards        | Standards        | Standards        | Standards        | Standards        | Standards        | Standards        | Standards        | Standards        | Standards        | Standards        | Standards        | Standards        | Standards        | Standards        | Standards        | Standards        | Standards        | Standards        | Standards        | Standards        | Standards        | Standards        | Standards        | Standards        | Standards        | Standards        | Standards        | Standards        | Standards        | Standards        | Standards        | Standards        | Standards        | Standards        | Standards        | Standards        | Standards        | Standards        | Standards        | Standards        | Standards        | Standards        | Standards        | Standards        | Standards        | Standards        | Standards        | Standards        | Standards        | Standards        | Standards        | Standards        | Standards        | Standards        | Standards        | Standards        | Standards        | Standards        | Standards        | Standards        | Standards        | Standards        | Standards        | Standards        | Standards        | Standards        | Standards        | Standards        | Standards        | Standards        | Standards        | Standards        | Standards        | Standards        | Standards        | Standards        | Standards        | Standards        | Standards        | Standards        | Standards        | Standards        | Standards        | Standards        | Standards        | Standards        | Standards        | Standards        | Standards        | Standards        | Standards        | Standards        | Standards        | Standards        | Standards        | Standards        | Standards        | Standards        | Standards        | Standards        | Standards        | Standards        | Standards        | Standards        | Standards        | Standards        | Standards        | Standards        | Standards        | Straighten Up And Fly Right Unforgettable         | Straighten Up And Fly Right Unforgettable         | Straighten Up And Fly Right Unforgettable         | Straighten Up And Fly Right Unforgettable         | Straighten Up And Fly Right Unforgettable         | Straighten Up And Fly Right Unforgettable         | Straighten Up And Fly Right Unforgettable         | Straighten Up And Fly Right Unforgettable         | Straighten Up And Fly Right Unforgettable         | Straighten Up And Fly Right Unforgettable         | Straighten Up And Fly Right Unforgettable         | Straighten Up And Fly Right Unforgettable         | Straighten Up And Fly Right Unforgettable         | Straighten Up And Fly Right Unforgettable         | Straighten Up And Fly Right Unforgettable         | Straighten Up And Fly Right Unforgettable         | Straighten Up And Fly Right Unforgettable         | Straighten Up And Fly Right Unforgettable         | Straighten Up And Fly Right Unforgettable         | Straighten Up And Fly Right Unforgettable         | Straighten Up And Fly Right Unforgettable         | Straighten Up And Fly Right Unforgettable         | Straighten Up And Fly Right Unforgettable         | Straighten Up And Fly Right Unforgettable         | Straighten Up And Fly Right Unforgettable         | Straighten Up And Fly Right Unforgettable         | Straighten Up And Fly Right Unforgettable         | Straighten Up And Fly Right Unforgettable         | Straighten Up And Fly Right Unforgettable         | Straighten Up And Fly Right Unforgettable         | Straighten Up And Fly Right Unforgettable         | Straighten Up And Fly Right Unforgettable         | Straighten Up And Fly Right Unforgettable         | Straighten Up And Fly Right Unforgettable         | Straighten Up And Fly Right Unforgettable         | Straighten Up And Fly Right Unforgettable         | Straighten Up And Fly Right Unforgettable         | Straighten Up And Fly Right Unforgettable         | Straighten Up And Fly Right Unforgettable         | Straighten Up And Fly Right Unforgettable         | Straighten Up And Fly Right Unforgettable         | Straighten Up And Fly Right Unforgettable         | Straighten Up And Fly Right Unforgettable         | Straighten Up And Fly Right Unforgettable         | Straighten Up And Fly Right Unforgettable         | Straighten Up And Fly Right Unforgettable         | Straighten Up And Fly Right Unforgettable         | Straighten Up And Fly Right Unforgettable         | Straighten Up And Fly Right Unforgettable         | Straighten Up And Fly Right Unforgettable         | Straighten Up And Fly Right Unforgettable         | Straighten Up And Fly Right Unforgettable         | Straighten Up And Fly Right Unforgettable         | Straighten Up And Fly Right Unforgettable         | Straighten Up And Fly Right Unforgettable         | Straighten Up And Fly Right Unforgettable         | Straighten Up And Fly Right Unforgettable         | Straighten Up And Fly Right Unforgettable         | Straighten Up And Fly Right Unforgettable         | Straighten Up And Fly Right Unforgettable         | Straighten Up And Fly Right Unforgettable         | Straighten Up And Fly Right Unforgettable         | Straighten Up And Fly Right Unforgettable         | Straighten Up And Fly Right Unforgettable         | Straighten Up And Fly Right Unforgettable         | Straighten Up And Fly Right Unforgettable         | Straighten Up And Fly Right Unforgettable         | Straighten Up And Fly Right Unforgettable         | Straighten Up And Fly Right Unforgettable         | Straighten Up And Fly Right Unforgettable         | Straighten Up And Fly Right Unforgettable         | Straighten Up And Fly Right Unforgettable         | Straighten Up And Fly Right Unforgettable         | Straighten Up And Fly Right Unforgettable         | Straighten Up And Fly Right Unforgettable         | Straighten Up And Fly Right Unforgettable         | Straighten Up And Fly Right Unforgettable         | Straighten Up And Fly Right Unforgettable         | Straighten Up And Fly Right Unforgettable         | Straighten Up And Fly Right Unforgettable         | Straighten Up And Fly Right Unforgettable         | Straighten Up And Fly Right Unforgettable         | Straighten Up And Fly Right Unforgettable         | Straighten Up And Fly Right Unforgettable         | Straighten Up And Fly Right Unforgettable         | Straighten Up And Fly Right Unforgettable         | Straighten Up And Fly Right Unforgettable         | Straighten Up And Fly Right Unforgettable         | Straighten Up And Fly Right Unforgettable         | Straighten Up And Fly Right Unforgettable         | Straighten Up And Fly Right Unforgettable         | Straighten Up And Fly Right Unforgettable         | Straighten Up And Fly Right Unforgettable         | Straighten Up And Fly Right Unforgettable         | Straighten Up And Fly Right Unforgettable         | Straighten Up And Fly Right Unforgettable         | Straighten Up And Fly Right Unforgettable         | Straighten Up And Fly Right Unforgettable         | Straighten Up And Fly Right Unforgettable         | Straighten Up And Fly Right Unforgettable         | Straighten Up And Fly Right Unforgettable         | Straighten Up And Fly Right Unforgettable         | Straighten Up And Fly Right Unforgettable         | Straighten Up And Fly Right Unforgettable         | Straighten Up And Fly Right Unforgettable         | Straighten Up And Fly Right Unforgettable         | Straighten Up And Fly Right Unforgettable         | Straighten Up And Fly Right Unforgettable         | Straighten Up And Fly Right Unforgettable         | Straighten Up And Fly Right Unforgettable         | Straighten Up And Fly Right Unforgettable         | Straighten Up And Fly Right Unforgettable         | Straighten Up And Fly Right Unforgettable         | Straighten Up And Fly Right Unforgettable         | Straighten Up And Fly Right Unforgettable         | Straighten Up And Fly Right Unforgettable         | Straighten Up And Fly Right Unforgettable         | Straighten Up And Fly Right Unforgettable         | Straighten Up And Fly Right Unforgettable         | Straighten Up And Fly Right Unforgettable         | Straighten Up And Fly Right Unforgettable         | Straighten Up And Fly Right Unforgettable         | Straighten Up And Fly Right Unforgettable         | Straighten Up And Fly Right Unforgettable         | Straighten Up And Fly Right Unforgettable         | Straighten Up And Fly Right Unforgettable         | Straighten Up And Fly Right Unforgettable         | Straighten Up And Fly Right Unforgettable         | Straighten Up And Fly Right Unforgettable         | Straighten Up And Fly Right Unforgettable         | Nat King Cole                              | Nat King Cole                              | Nat King Cole                              | Nat King Cole                              | Nat King Cole                              | Nat King Cole                              | Nat King Cole                              | Nat King Cole                              | Nat King Cole                              | Nat King Cole                              | Nat King Cole                              | Nat King Cole                              | Nat King Cole                              | Nat King Cole                              | Nat King Cole                              | Nat King Cole                              | Nat King Cole                              | Nat King Cole                              | Nat King Cole                              | Nat King Cole                              | Nat King Cole                              | Nat King Cole                              | Nat King Cole                              | Nat King Cole                              | Nat King Cole                              | Nat King Cole                              | Nat King Cole                              | Nat King Cole                              | Nat King Cole                              | Nat King Cole                              | Nat King Cole                              | Nat King Cole                              | Nat King Cole                              | Nat King Cole                              | Nat King Cole                              | Nat King Cole                              | Nat King Cole                              | Nat King Cole                              | Nat King Cole                              | Nat King Cole                              | Nat King Cole                              | Nat King Cole                              | Nat King Cole                              | Nat King Cole                              | Nat King Cole                              | Nat King Cole                              | Nat King Cole                              | Nat King Cole                              | Nat King Cole                              | Nat King Cole                              | Nat King Cole                              | Nat King Cole                              | Nat King Cole                              | Nat King Cole                              | Nat King Cole                              | Nat King Cole                              | Nat King Cole                              | Nat King Cole                              | Nat King Cole                              | Nat King Cole                              | Nat King Cole                              | Nat King Cole                              | Nat King Cole                              | Nat King Cole                              | Nat King Cole                              | Nat King Cole                              | Nat King Cole                              | Nat King Cole                              | Nat King Cole                              | Nat King Cole                              | Nat King Cole                              | Nat King Cole                              | Nat King Cole                              | Nat King Cole                              | Nat King Cole                              | Nat King Cole                              | Nat King Cole                              | Nat King Cole                              | Nat King Cole                              | Nat King Cole                              | Nat King Cole                              | Nat King Cole                              | Nat King Cole                              | Nat King Cole                              | Nat King Cole                              | Nat King Cole                              | Nat King Cole                              | Nat King Cole                              | Nat King Cole                              | Nat King Cole                              | Nat King Cole                              | Nat King Cole                              | Nat King Cole                              | Nat King Cole                              | Nat King Cole                              | Nat King Cole                              | Nat King Cole                              | Nat King Cole                              | Nat King Cole                              | Nat King Cole                              | Nat King Cole                              | Nat King Cole                              | Nat King Cole                              | Nat King Cole                              | Nat King Cole                              | Nat King Cole                              | Nat King Cole                              | Nat King Cole                              | Nat King Cole                              | Nat King Cole                              | Nat King Cole                              | Nat King Cole                              | Nat King Cole                              | Nat King Cole                              | Nat King Cole                              | Nat King Cole                              | Nat King Cole                              | Nat King Cole                              | Nat King Cole                              | Nat King Cole                              | Nat King Cole                              | Nat King Cole                              | Nat King Cole                              | Nat King Cole                              | Nat King Cole                              | Nat King Cole                              | Nat King Cole                              | Nat King Cole                              | Nat King Cole                              | Nat King Cole                              | Sauf     | Sauf     | Sauf     | Sauf     | Sauf     | Sauf     | Sauf     | Sauf     | Sauf     | Sauf     | Sauf     | Sauf     | Sauf     | Sauf     | Sauf     | Sauf     | Sauf     | Sauf     | Sauf     | Sauf     | Sauf     | Sauf     | Sauf     | Sauf     | Sauf     | Sauf     | Sauf     | Sauf     | Sauf     | Sauf     | Sauf     | Sauf     | Sauf     | Sauf     | Sauf     | Sauf     | Sauf     | Sauf     | Sauf     | Sauf     | Sauf     | Sauf     | Sauf     | Sauf     | Sauf     | Sauf     | Sauf     | Sauf     | Sauf     | Sauf     | Sauf     | Sauf     | Sauf     | Sauf     | Sauf     | Sauf     | Sauf     | Sauf     | Sauf     | Sauf     | Sauf     | Sauf     | Sauf     | Sauf     | Sauf     | Sauf     | Sauf     | Sauf     | Sauf     | Sauf     | Sauf     | Sauf     | Sauf     | Sauf     | Sauf     | Sauf     | Sauf     | Sauf     | Sauf     | Sauf     | Sauf     | Sauf     | Sauf     | Sauf     | Sauf     | Sauf     | Sauf     | Sauf     | Sauf     | Sauf     | Sauf     | Sauf     | Sauf     | Sauf     | Sauf     | Sauf     | Sauf     | Sauf     | Sauf     | Sauf     | Sauf     | Sauf     | Sauf     | Sauf     | Sauf     | Sauf     | Sauf     | Sauf     | Sauf     | Sauf     | Sauf     | Sauf     | Sauf     | Sauf     | Sauf     | Sauf     | Sauf     | Sauf     | Sauf     | Sauf     | Sauf     | Sauf     | Sauf     | Sauf     | Sauf     | Sauf     | Sauf     | Sauf     | Sauf     | Sauf     |
| Top 3    | Top 3    | Top 3    | Top 3    | Top 3    | Top 3    | Top 3    | Top 3    | Top 3    | Top 3    | Top 3    | Top 3    | Top 3    | Top 3    | Top 3    | Top 3    | Top 3    | Top 3    | Top 3    | Top 3    | Top 3    | Top 3    | Top 3    | Top 3    | Top 3    | Top 3    | Top 3    | Top 3    | Top 3    | Top 3    | Top 3    | Top 3    | Top 3    | Top 3    | Top 3    | Top 3    | Top 3    | Top 3    | Top 3    | Top 3    | Top 3    | Top 3    | Top 3    | Top 3    | Top 3    | Top 3    | Top 3    | Top 3    | Top 3    | Top 3    | Top 3    | Top 3    | Top 3    | Top 3    | Top 3    | Top 3    | Top 3    | Top 3    | Top 3    | Top 3    | Top 3    | Top 3    | Top 3    | Top 3    | Top 3    | Top 3    | Top 3    | Top 3    | Top 3    | Top 3    | Top 3    | Top 3    | Top 3    | Top 3    | Top 3    | Top 3    | Top 3    | Top 3    | Top 3    | Top 3    | Top 3    | Top 3    | Top 3    | Top 3    | Top 3    | Top 3    | Top 3    | Top 3    | Top 3    | Top 3    | Top 3    | Top 3    | Top 3    | Top 3    | Top 3    | Top 3    | Top 3    | Top 3    | Top 3    | Top 3    | Top 3    | Top 3    | Top 3    | Top 3    | Top 3    | Top 3    | Top 3    | Top 3    | Top 3    | Top 3    | Top 3    | Top 3    | Top 3    | Top 3    | Top 3    | Top 3    | Top 3    | Top 3    | Top 3    | Top 3    | Top 3    | Top 3    | Top 3    | Top 3    | Top 3    | Top 3    | Top 3    | Top 3    | Top 3    | Top 3    | Choix du jury    | Choix du jury    | Choix du jury    | Choix du jury    | Choix du jury    | Choix du jury    | Choix du jury    | Choix du jury    | Choix du jury    | Choix du jury    | Choix du jury    | Choix du jury    | Choix du jury    | Choix du jury    | Choix du jury    | Choix du jury    | Choix du jury    | Choix du jury    | Choix du jury    | Choix du jury    | Choix du jury    | Choix du jury    | Choix du jury    | Choix du jury    | Choix du jury    | Choix du jury    | Choix du jury    | Choix du jury    | Choix du jury    | Choix du jury    | Choix du jury    | Choix du jury    | Choix du jury    | Choix du jury    | Choix du jury    | Choix du jury    | Choix du jury    | Choix du jury    | Choix du jury    | Choix du jury    | Choix du jury    | Choix du jury    | Choix du jury    | Choix du jury    | Choix du jury    | Choix du jury    | Choix du jury    | Choix du jury    | Choix du jury    | Choix du jury    | Choix du jury    | Choix du jury    | Choix du jury    | Choix du jury    | Choix du jury    | Choix du jury    | Choix du jury    | Choix du jury    | Choix du jury    | Choix du jury    | Choix du jury    | Choix du jury    | Choix du jury    | Choix du jury    | Choix du jury    | Choix du jury    | Choix du jury    | Choix du jury    | Choix du jury    | Choix du jury    | Choix du jury    | Choix du jury    | Choix du jury    | Choix du jury    | Choix du jury    | Choix du jury    | Choix du jury    | Choix du jury    | Choix du jury    | Choix du jury    | Choix du jury    | Choix du jury    | Choix du jury    | Choix du jury    | Choix du jury    | Choix du jury    | Choix du jury    | Choix du jury    | Choix du jury    | Choix du jury    | Choix du jury    | Choix du jury    | Choix du jury    | Choix du jury    | Choix du jury    | Choix du jury    | Choix du jury    | Choix du jury    | Choix du jury    | Choix du jury    | Choix du jury    | Choix du jury    | Choix du jury    | Choix du jury    | Choix du jury    | Choix du jury    | Choix du jury    | Choix du jury    | Choix du jury    | Choix du jury    | Choix du jury    | Choix du jury    | Choix du jury    | Choix du jury    | Choix du jury    | Choix du jury    | Choix du jury    | Choix du jury    | Choix du jury    | Choix du jury    | Choix du jury    | Choix du jury    | Choix du jury    | Choix du jury    | Choix du jury    | Choix du jury    | Choix du jury    | Choix du jury    | Choix du jury    | Choix du jury    | If You Don't Know Me By Now I Want You To Want Me | If You Don't Know Me By Now I Want You To Want Me | If You Don't Know Me By Now I Want You To Want Me | If You Don't Know Me By Now I Want You To Want Me | If You Don't Know Me By Now I Want You To Want Me | If You Don't Know Me By Now I Want You To Want Me | If You Don't Know Me By Now I Want You To Want Me | If You Don't Know Me By Now I Want You To Want Me | If You Don't Know Me By Now I Want You To Want Me | If You Don't Know Me By Now I Want You To Want Me | If You Don't Know Me By Now I Want You To Want Me | If You Don't Know Me By Now I Want You To Want Me | If You Don't Know Me By Now I Want You To Want Me | If You Don't Know Me By Now I Want You To Want Me | If You Don't Know Me By Now I Want You To Want Me | If You Don't Know Me By Now I Want You To Want Me | If You Don't Know Me By Now I Want You To Want Me | If You Don't Know Me By Now I Want You To Want Me | If You Don't Know Me By Now I Want You To Want Me | If You Don't Know Me By Now I Want You To Want Me | If You Don't Know Me By Now I Want You To Want Me | If You Don't Know Me By Now I Want You To Want Me | If You Don't Know Me By Now I Want You To Want Me | If You Don't Know Me By Now I Want You To Want Me | If You Don't Know Me By Now I Want You To Want Me | If You Don't Know Me By Now I Want You To Want Me | If You Don't Know Me By Now I Want You To Want Me | If You Don't Know Me By Now I Want You To Want Me | If You Don't Know Me By Now I Want You To Want Me | If You Don't Know Me By Now I Want You To Want Me | If You Don't Know Me By Now I Want You To Want Me | If You Don't Know Me By Now I Want You To Want Me | If You Don't Know Me By Now I Want You To Want Me | If You Don't Know Me By Now I Want You To Want Me | If You Don't Know Me By Now I Want You To Want Me | If You Don't Know Me By Now I Want You To Want Me | If You Don't Know Me By Now I Want You To Want Me | If You Don't Know Me By Now I Want You To Want Me | If You Don't Know Me By Now I Want You To Want Me | If You Don't Know Me By Now I Want You To Want Me | If You Don't Know Me By Now I Want You To Want Me | If You Don't Know Me By Now I Want You To Want Me | If You Don't Know Me By Now I Want You To Want Me | If You Don't Know Me By Now I Want You To Want Me | If You Don't Know Me By Now I Want You To Want Me | If You Don't Know Me By Now I Want You To Want Me | If You Don't Know Me By Now I Want You To Want Me | If You Don't Know Me By Now I Want You To Want Me | If You Don't Know Me By Now I Want You To Want Me | If You Don't Know Me By Now I Want You To Want Me | If You Don't Know Me By Now I Want You To Want Me | If You Don't Know Me By Now I Want You To Want Me | If You Don't Know Me By Now I Want You To Want Me | If You Don't Know Me By Now I Want You To Want Me | If You Don't Know Me By Now I Want You To Want Me | If You Don't Know Me By Now I Want You To Want Me | If You Don't Know Me By Now I Want You To Want Me | If You Don't Know Me By Now I Want You To Want Me | If You Don't Know Me By Now I Want You To Want Me | If You Don't Know Me By Now I Want You To Want Me | If You Don't Know Me By Now I Want You To Want Me | If You Don't Know Me By Now I Want You To Want Me | If You Don't Know Me By Now I Want You To Want Me | If You Don't Know Me By Now I Want You To Want Me | If You Don't Know Me By Now I Want You To Want Me | If You Don't Know Me By Now I Want You To Want Me | If You Don't Know Me By Now I Want You To Want Me | If You Don't Know Me By Now I Want You To Want Me | If You Don't Know Me By Now I Want You To Want Me | If You Don't Know Me By Now I Want You To Want Me | If You Don't Know Me By Now I Want You To Want Me | If You Don't Know Me By Now I Want You To Want Me | If You Don't Know Me By Now I Want You To Want Me | If You Don't Know Me By Now I Want You To Want Me | If You Don't Know Me By Now I Want You To Want Me | If You Don't Know Me By Now I Want You To Want Me | If You Don't Know Me By Now I Want You To Want Me | If You Don't Know Me By Now I Want You To Want Me | If You Don't Know Me By Now I Want You To Want Me | If You Don't Know Me By Now I Want You To Want Me | If You Don't Know Me By Now I Want You To Want Me | If You Don't Know Me By Now I Want You To Want Me | If You Don't Know Me By Now I Want You To Want Me | If You Don't Know Me By Now I Want You To Want Me | If You Don't Know Me By Now I Want You To Want Me | If You Don't Know Me By Now I Want You To Want Me | If You Don't Know Me By Now I Want You To Want Me | If You Don't Know Me By Now I Want You To Want Me | If You Don't Know Me By Now I Want You To Want Me | If You Don't Know Me By Now I Want You To Want Me | If You Don't Know Me By Now I Want You To Want Me | If You Don't Know Me By Now I Want You To Want Me | If You Don't Know Me By Now I Want You To Want Me | If You Don't Know Me By Now I Want You To Want Me | If You Don't Know Me By Now I Want You To Want Me | If You Don't Know Me By Now I Want You To Want Me | If You Don't Know Me By Now I Want You To Want Me | If You Don't Know Me By Now I Want You To Want Me | If You Don't Know Me By Now I Want You To Want Me | If You Don't Know Me By Now I Want You To Want Me | If You Don't Know Me By Now I Want You To Want Me | If You Don't Know Me By Now I Want You To Want Me | If You Don't Know Me By Now I Want You To Want Me | If You Don't Know Me By Now I Want You To Want Me | If You Don't Know Me By Now I Want You To Want Me | If You Don't Know Me By Now I Want You To Want Me | If You Don't Know Me By Now I Want You To Want Me | If You Don't Know Me By Now I Want You To Want Me | If You Don't Know Me By Now I Want You To Want Me | If You Don't Know Me By Now I Want You To Want Me | If You Don't Know Me By Now I Want You To Want Me | If You Don't Know Me By Now I Want You To Want Me | If You Don't Know Me By Now I Want You To Want Me | If You Don't Know Me By Now I Want You To Want Me | If You Don't Know Me By Now I Want You To Want Me | If You Don't Know Me By Now I Want You To Want Me | If You Don't Know Me By Now I Want You To Want Me | If You Don't Know Me By Now I Want You To Want Me | If You Don't Know Me By Now I Want You To Want Me | If You Don't Know Me By Now I Want You To Want Me | If You Don't Know Me By Now I Want You To Want Me | If You Don't Know Me By Now I Want You To Want Me | If You Don't Know Me By Now I Want You To Want Me | If You Don't Know Me By Now I Want You To Want Me | If You Don't Know Me By Now I Want You To Want Me | If You Don't Know Me By Now I Want You To Want Me | If You Don't Know Me By Now I Want You To Want Me | If You Don't Know Me By Now I Want You To Want Me | If You Don't Know Me By Now I Want You To Want Me | If You Don't Know Me By Now I Want You To Want Me | Harold Melvin & the Blue Notes Cheap Trick | Harold Melvin & the Blue Notes Cheap Trick | Harold Melvin & the Blue Notes Cheap Trick | Harold Melvin & the Blue Notes Cheap Trick | Harold Melvin & the Blue Notes Cheap Trick | Harold Melvin & the Blue Notes Cheap Trick | Harold Melvin & the Blue Notes Cheap Trick | Harold Melvin & the Blue Notes Cheap Trick | Harold Melvin & the Blue Notes Cheap Trick | Harold Melvin & the Blue Notes Cheap Trick | Harold Melvin & the Blue Notes Cheap Trick | Harold Melvin & the Blue Notes Cheap Trick | Harold Melvin & the Blue Notes Cheap Trick | Harold Melvin & the Blue Notes Cheap Trick | Harold Melvin & the Blue Notes Cheap Trick | Harold Melvin & the Blue Notes Cheap Trick | Harold Melvin & the Blue Notes Cheap Trick | Harold Melvin & the Blue Notes Cheap Trick | Harold Melvin & the Blue Notes Cheap Trick | Harold Melvin & the Blue Notes Cheap Trick | Harold Melvin & the Blue Notes Cheap Trick | Harold Melvin & the Blue Notes Cheap Trick | Harold Melvin & the Blue Notes Cheap Trick | Harold Melvin & the Blue Notes Cheap Trick | Harold Melvin & the Blue Notes Cheap Trick | Harold Melvin & the Blue Notes Cheap Trick | Harold Melvin & the Blue Notes Cheap Trick | Harold Melvin & the Blue Notes Cheap Trick | Harold Melvin & the Blue Notes Cheap Trick | Harold Melvin & the Blue Notes Cheap Trick | Harold Melvin & the Blue Notes Cheap Trick | Harold Melvin & the Blue Notes Cheap Trick | Harold Melvin & the Blue Notes Cheap Trick | Harold Melvin & the Blue Notes Cheap Trick | Harold Melvin & the Blue Notes Cheap Trick | Harold Melvin & the Blue Notes Cheap Trick | Harold Melvin & the Blue Notes Cheap Trick | Harold Melvin & the Blue Notes Cheap Trick | Harold Melvin & the Blue Notes Cheap Trick | Harold Melvin & the Blue Notes Cheap Trick | Harold Melvin & the Blue Notes Cheap Trick | Harold Melvin & the Blue Notes Cheap Trick | Harold Melvin & the Blue Notes Cheap Trick | Harold Melvin & the Blue Notes Cheap Trick | Harold Melvin & the Blue Notes Cheap Trick | Harold Melvin & the Blue Notes Cheap Trick | Harold Melvin & the Blue Notes Cheap Trick | Harold Melvin & the Blue Notes Cheap Trick | Harold Melvin & the Blue Notes Cheap Trick | Harold Melvin & the Blue Notes Cheap Trick | Harold Melvin & the Blue Notes Cheap Trick | Harold Melvin & the Blue Notes Cheap Trick | Harold Melvin & the Blue Notes Cheap Trick | Harold Melvin & the Blue Notes Cheap Trick | Harold Melvin & the Blue Notes Cheap Trick | Harold Melvin & the Blue Notes Cheap Trick | Harold Melvin & the Blue Notes Cheap Trick | Harold Melvin & the Blue Notes Cheap Trick | Harold Melvin & the Blue Notes Cheap Trick | Harold Melvin & the Blue Notes Cheap Trick | Harold Melvin & the Blue Notes Cheap Trick | Harold Melvin & the Blue Notes Cheap Trick | Harold Melvin & the Blue Notes Cheap Trick | Harold Melvin & the Blue Notes Cheap Trick | Harold Melvin & the Blue Notes Cheap Trick | Harold Melvin & the Blue Notes Cheap Trick | Harold Melvin & the Blue Notes Cheap Trick | Harold Melvin & the Blue Notes Cheap Trick | Harold Melvin & the Blue Notes Cheap Trick | Harold Melvin & the Blue Notes Cheap Trick | Harold Melvin & the Blue Notes Cheap Trick | Harold Melvin & the Blue Notes Cheap Trick | Harold Melvin & the Blue Notes Cheap Trick | Harold Melvin & the Blue Notes Cheap Trick | Harold Melvin & the Blue Notes Cheap Trick | Harold Melvin & the Blue Notes Cheap Trick | Harold Melvin & the Blue Notes Cheap Trick | Harold Melvin & the Blue Notes Cheap Trick | Harold Melvin & the Blue Notes Cheap Trick | Harold Melvin & the Blue Notes Cheap Trick | Harold Melvin & the Blue Notes Cheap Trick | Harold Melvin & the Blue Notes Cheap Trick | Harold Melvin & the Blue Notes Cheap Trick | Harold Melvin & the Blue Notes Cheap Trick | Harold Melvin & the Blue Notes Cheap Trick | Harold Melvin & the Blue Notes Cheap Trick | Harold Melvin & the Blue Notes Cheap Trick | Harold Melvin & the Blue Notes Cheap Trick | Harold Melvin & the Blue Notes Cheap Trick | Harold Melvin & the Blue Notes Cheap Trick | Harold Melvin & the Blue Notes Cheap Trick | Harold Melvin & the Blue Notes Cheap Trick | Harold Melvin & the Blue Notes Cheap Trick | Harold Melvin & the Blue Notes Cheap Trick | Harold Melvin & the Blue Notes Cheap Trick | Harold Melvin & the Blue Notes Cheap Trick | Harold Melvin & the Blue Notes Cheap Trick | Harold Melvin & the Blue Notes Cheap Trick | Harold Melvin & the Blue Notes Cheap Trick | Harold Melvin & the Blue Notes Cheap Trick | Harold Melvin & the Blue Notes Cheap Trick | Harold Melvin & the Blue Notes Cheap Trick | Harold Melvin & the Blue Notes Cheap Trick | Harold Melvin & the Blue Notes Cheap Trick | Harold Melvin & the Blue Notes Cheap Trick | Harold Melvin & the Blue Notes Cheap Trick | Harold Melvin & the Blue Notes Cheap Trick | Harold Melvin & the Blue Notes Cheap Trick | Harold Melvin & the Blue Notes Cheap Trick | Harold Melvin & the Blue Notes Cheap Trick | Harold Melvin & the Blue Notes Cheap Trick | Harold Melvin & the Blue Notes Cheap Trick | Harold Melvin & the Blue Notes Cheap Trick | Harold Melvin & the Blue Notes Cheap Trick | Harold Melvin & the Blue Notes Cheap Trick | Harold Melvin & the Blue Notes Cheap Trick | Harold Melvin & the Blue Notes Cheap Trick | Harold Melvin & the Blue Notes Cheap Trick | Harold Melvin & the Blue Notes Cheap Trick | Harold Melvin & the Blue Notes Cheap Trick | Harold Melvin & the Blue Notes Cheap Trick | Harold Melvin & the Blue Notes Cheap Trick | Harold Melvin & the Blue Notes Cheap Trick | Harold Melvin & the Blue Notes Cheap Trick | Harold Melvin & the Blue Notes Cheap Trick | Harold Melvin & the Blue Notes Cheap Trick | Harold Melvin & the Blue Notes Cheap Trick | Harold Melvin & the Blue Notes Cheap Trick | Harold Melvin & the Blue Notes Cheap Trick | Harold Melvin & the Blue Notes Cheap Trick | Éliminé  | Éliminé  | Éliminé  | Éliminé  | Éliminé  | Éliminé  | Éliminé  | Éliminé  | Éliminé  | Éliminé  | Éliminé  | Éliminé  | Éliminé  | Éliminé  | Éliminé  | Éliminé  | Éliminé  | Éliminé  | Éliminé  | Éliminé  | Éliminé  | Éliminé  | Éliminé  | Éliminé  | Éliminé  | Éliminé  | Éliminé  | Éliminé  | Éliminé  | Éliminé  | Éliminé  | Éliminé  | Éliminé  | Éliminé  | Éliminé  | Éliminé  | Éliminé  | Éliminé  | Éliminé  | Éliminé  | Éliminé  | Éliminé  | Éliminé  | Éliminé  | Éliminé  | Éliminé  | Éliminé  | Éliminé  | Éliminé  | Éliminé  | Éliminé  | Éliminé  | Éliminé  | Éliminé  | Éliminé  | Éliminé  | Éliminé  | Éliminé  | Éliminé  | Éliminé  | Éliminé  | Éliminé  | Éliminé  | Éliminé  | Éliminé  | Éliminé  | Éliminé  | Éliminé  | Éliminé  | Éliminé  | Éliminé  | Éliminé  | Éliminé  | Éliminé  | Éliminé  | Éliminé  | Éliminé  | Éliminé  | Éliminé  | Éliminé  | Éliminé  | Éliminé  | Éliminé  | Éliminé  | Éliminé  | Éliminé  | Éliminé  | Éliminé  | Éliminé  | Éliminé  | Éliminé  | Éliminé  | Éliminé  | Éliminé  | Éliminé  | Éliminé  | Éliminé  | Éliminé  | Éliminé  | Éliminé  | Éliminé  | Éliminé  | Éliminé  | Éliminé  | Éliminé  | Éliminé  | Éliminé  | Éliminé  | Éliminé  | Éliminé  | Éliminé  | Éliminé  | Éliminé  | Éliminé  | Éliminé  | Éliminé  | Éliminé  | Éliminé  | Éliminé  | Éliminé  | Éliminé  | Éliminé  | Éliminé  | Éliminé  | Éliminé  | Éliminé  | Éliminé  | Éliminé  | Éliminé  | Éliminé  |